# Орел і решка
«Орел & Ре́шка» — українське російськомовне пізнавальне тревел-шоу. Кожна програма розповідає про одну країну або місто з двох точок зору мандрівника: необмеженого матеріально та ощадливого. Виходить на телеканалах «Інтер», «Інтер+», «К1», «Мега», «Новий канал», «ОЦЕ ТБ» (Україна), до лютого 2022 року також на телеканалі «Пятница!» (Росія). Після початку російського вторгнення в Україну більше не виходить на російському телебаченні. Повторні покази з повним українським дубляжем та озвученням транслюється на телеканалах «К1», «ОЦЕ ТБ», «Новому каналі» і «Інтер+».

## Правила
Кожні вихідні двоє ведучих вирушають в різні міста світу. За правилами програми, один ведучий повинен прожити суботу і неділю на 100 доларів США (для європейських країн — близько 88 євро, відповідно до поточного обмінного курсу), а другий може витрачати необмежені кошти, які зберігаються на золотій карті. Винятком став випуск про КНДР, у якому бідному ведучому виділили 208 доларів США, в цю суму входить обов'язкова послуга гіда.
Щоб вирішити, хто з них буде жити як мільярдер, а хто буде вчитися виживанню, ведучі на початку кожної мандрівки кидають монету, і кожен раз все вирішує орел або решка. З цим і пов'язана назва телепрограми.

## Ведучі
Ведучими 1-го сезону програми стали український режисер Алан Бадоєв і на той момент його дружина, актриса Жанна Бадоєва. В 2-му сезоні Бадоєв залишив проєкт, вирішив займатися тільки режисурою. Його замінив актор і пародист Андрій Бєдняков, який пропрацював в тандемі з Жанною протягом 2-го і 3-го сезонів. В 4-му і 5-му сезонах місце ведучої займала Леся Нікітюк, переможниця шоу «Розсміши коміка». 6-й і 7-й сезони програми Андрій Бідняков вів з Настею Короткою, на той момент своєю нареченою.
У 8-му сезоні новими ведучими стали українські співаки Коля Серга і Регіна Тодоренко. В 9-му сезоні Колю, який залишив проєкт на користь музики, замінив режисер і співавтор програми Євген Синельников.
«Ювілейні» 10-й і 11-й сезони (названі так на честь 5-річчя з дня початку знімання першого сезону в 2010 році) вели всі ведучі, які були в проєкті за час його існування, почергово.
У грудні 2015 року стартувало знімання 12-го сезону під назвою «Навколо світу», яка продовжувалася приблизно 9 місяців. Крім ведучих — Лесі Нікітюк та Регіни Тодоренко — в знімальну команду ввійшли генеральний продюсер проєкту Олена Синельникова, режисери Євгеній Синельников і Ярослав Андрущенко, оператори Дмитро Охрименко, Олег Шевчишин і Олег Авилов. Після 24-го випуску Леся покинула «Кругосвітку» заради нового шоу («Леся здЄся» в російській версії і «Навколо М» в українській), оскільки «зустріла чоловіка своєї мрії».
26 травня 2016 її замінив російський кіноактор Петро Романов.
В лютому 2017 розпочався показ 13-го сезону про найбільш райські і пекельні місця світу з Лесею Нікітюк і Регіною Тодоренко. Разом з цим в березні 2017 року стартував 14-й сезон «Перезавантаження», ціллю якого стало «перезавантажити» міста і країни, в яких вже проходило знімання раніше, і показати, що там змінилося і які розваги не ввійшли в минулі випуски. Ведучими сезону стали український діджей Антон Птушкін і російська телеведуча і відеоблогер Анастасія Івлєєва.
У вересні 2017 року стартував показ 15-го сезону «Рай і пекло 2», ціллю якого було показати міста світу з двох сторін: «райської» і «пекельної». Ведучими стали Регіна Тодоренко і діджей та телепродюсер Наталі Нєвєдрова.
У грудні 2017 року в ефір вийшли 5 спеціальних випусків під назвою «Зірки». Участь в них взяли досвідчені ведучі «Орла і решки» (а також ведуча «Орел і решка. Шопінг») — Коля Серга, Марія Івакова, Жанна Бадоєва і Алан Бадоєв. Їх співведучими стали Катерина Варнава, Михайло Башкатов, Віктор Васильєв і Анфіса Чехова відповідно. В останньому, новорічному випуску про Будапешт як виключення ведучими стали Олександр Ревва і Світлана Лобода.
5 лютого 2018 року розпочався показ 16-го сезону «Перезавантаження. Америка», який є продовженням 14-го, з тими ж ведучими — Антоном Птушкіним і Анастасією Івлєєвою. Паралельно із сезоном «Перезавантаження» в березні 2018 року стартував «Морський сезон». Його ведучими стали Коля Серга (ведучий 8-го, 10-го і 11-го сезонів) і російська актриса та блогер Марія Гамаюн. Спочатку передбачалося, що в парі з Колею ведучою буде блогер і співачка Клава Кока, проте після чотирьох випусків вона залишила програму, і весь сезон був знятий з Марією Гамаюн. Чотири випуски з Клавою були показані в ефірі телеканалу «Пятница!» з 30 липня по 13 серпня 2018 року як «Орел і решка. По морях з Клавою Кокою».

### Орел і решка
|                   | Сезони | Сезони | Сезони | Сезони | Сезони | Сезони | Сезони | Сезони | Сезони | Сезони | Сезони | Сезони | Сезони | Сезони | Сезони | Сезони | Сезони | Сезони | Сезони | Сезони | Сезони | Сезони | Сезони | Сезони |
| 1                 | 2      | 3      | 4      | 5      | 6      | 7      | 8      | 9      | 10     | 11     | 12     | 13     | 14     | 15     | 16     | 17     | 18     | 19     | 20     | 21     | 22     | 23     | 24     |        |
| ----------------- | ------ | ------ | ------ | ------ | ------ | ------ | ------ | ------ | ------ | ------ | ------ | ------ | ------ | ------ | ------ | ------ | ------ | ------ | ------ | ------ | ------ | ------ | ------ | ------ |
| Алан Бадоєв       |        |        |        |        |        |        |        |        |        |        |        |        |        |        |        |        |        |        |        |        |        |        |        |        |
| Жанна Бадоєва     |        |        |        |        |        |        |        |        |        |        |        |        |        |        |        |        |        |        |        |        |        |        |        |        |
| Андрій Бєдняков   |        |        |        |        |        |        |        |        |        |        |        |        |        |        |        |        |        |        |        |        |        |        |        |        |
| Леся Нікітюк      |        |        |        |        |        |        |        |        |        |        |        | 1-24   |        |        |        |        |        |        |        |        |        |        |        |        |
| Анастасія Коротка |        |        |        |        |        |        |        |        |        |        |        |        |        |        |        |        |        |        |        |        |        |        |        |        |
| Регіна Тодоренко  |        |        |        |        |        |        |        |        |        |        |        |        |        |        |        |        |        |        |        |        |        |        |        |        |
| Коля Сєрга        |        |        |        |        |        |        |        |        |        |        |        |        |        |        |        |        |        |        |        |        |        |        |        |        |
| Євген Синельников |        |        |        |        |        |        |        |        |        |        |        |        |        |        |        |        |        |        |        |        |        |        |        |        |
| Петро Романов     |        |        |        |        |        |        |        |        |        |        |        | 25-40  |        |        |        |        |        |        |        |        |        |        |        |        |
| Антон Птушкін     |        |        |        |        |        |        |        |        |        |        |        |        |        |        |        |        |        |        | 1-5    |        |        |        |        |        |
| Настя Івлєєва     |        |        |        |        |        |        |        |        |        |        |        |        |        |        |        |        |        |        |        |        |        |        |        |        |
| Наталі Нєвєдрова  |        |        |        |        |        |        |        |        |        |        |        |        |        |        |        |        |        |        |        |        |        |        |        |        |
| Марія Гамаюн      |        |        |        |        |        |        |        |        |        |        |        |        |        |        |        |        |        |        |        |        |        |        |        |        |
| Аліна Астровська  |        |        |        |        |        |        |        |        |        |        |        |        |        |        |        |        |        |        |        |        |        |        |        |        |
| Євсей Ковальов    |        |        |        |        |        |        |        |        |        |        |        |        |        |        |        |        |        |        | 6-20   |        |        |        |        |        |
| Антон Зайцев      |        |        |        |        |        |        |        |        |        |        |        |        |        |        |        |        |        |        |        |        |        |        |        |        |
| Оля Антипова      |        |        |        |        |        |        |        |        |        |        |        |        |        |        |        |        |        |        |        |        |        |        |        |        |
| Ян Гордієнко      |        |        |        |        |        |        |        |        |        |        |        |        |        |        |        |        |        |        |        |        |        |        |        |        |
| Юлія Коваль       |        |        |        |        |        |        |        |        |        |        |        |        |        |        |        |        |        |        |        |        |        |        |        |        |

### Орел і решка. Шопінг
| Ведучі                | Сезони | Сезони | Сезони | Сезони | Сезони | Сезони |
| --------------------- | ------ | ------ | ------ | ------ | ------ | ------ |
| Ведучі                | 1      | 2      | 3      | 4      | 5      | 6      |
| Костянтин Октябрський | 1-12   |        |        |        |        |        |
| Антон Лаврентьєв      | 13-46  |        |        |        |        |        |
| Марія Івакова         |        |        |        |        |        |        |
| Єгор Калейніков       |        |        |        |        |        |        |

### Повторні покази
- Повторні випуски показують на каналі «К1» та «Мега».
- З 10 грудня 2012 року випуски з 2-го по 6-й сезони повторюються на російському каналі «MTV», а з 3 червня 2013 року на телеканалі «Пятница!».
- З 5 листопада 2013 року на телеканалі «Пятница!» транслювалися випуски першого сезону з Аланом і Жанною Бадоєвими, які раніше не показувалися в Росії[4].

## Список випусків
| Список випусків телепередачі «Орел і Решка» | Список випусків телепередачі «Орел і Решка» | Список випусків телепередачі «Орел і Решка» | Список випусків телепередачі «Орел і Решка» | Список випусків телепередачі «Орел і Решка» | Список випусків телепередачі «Орел і Решка» | Список випусків телепередачі «Орел і Решка» |
| 1 сезон                                     | Номер                                       | Місце                                       | Валюта                                      | Власник золотої картки                      | Прем'єра випуску в                          | Прем'єра випуску в                          |
| ------------------------------------------- | ------------------------------------------- | ------------------------------------------- | ------------------------------------------- | ------------------------------------------- | ------------------------------------------- | ------------------------------------------- |
| 1 сезон                                     | 1 (1)                                       | Нью-Йорк                                    | Долар                                       | Алан                                        | 13 лютого 2011                              | 13 лютого 2011                              |
| 1 сезон                                     | 2 (2)                                       | Лас-Вегас                                   | Долар                                       | Алан                                        | 20 лютого 2011                              | 20 лютого 2011                              |
| 1 сезон                                     | 3 (3)                                       | Сан-Франциско                               | Долар                                       | Жанна                                       | 27 лютого 2011                              | 27 лютого 2011                              |
| 1 сезон                                     | 4 (4)                                       | Лос-Анджелес                                | Долар                                       | Алан                                        | 6 березня 2011                              | 6 березня 2011                              |
| 1 сезон                                     | 5 (5)                                       | Барселона                                   | Євро                                        | Алан                                        | 13 березня 2011                             | 13 березня 2011                             |
| 1 сезон                                     | 6 (6)                                       | Йорданія                                    | Долар                                       | Алан                                        | 20 березня 2011                             | 20 березня 2011                             |
| 1 сезон                                     | 7 (7)                                       | Ізраїль                                     | Долар                                       | Жанна                                       | 27 березня 2011                             | 27 березня 2011                             |
| 1 сезон                                     | 8 (8)                                       | Рим                                         | Євро                                        | Жанна                                       | 10 квітня 2011                              | 10 квітня 2011                              |
| 1 сезон                                     | 9 (9)                                       | Мадрид                                      | Євро                                        | Алан                                        | 17 квітня 2011                              | 17 квітня 2011                              |
| 1 сезон                                     | 10 (10)                                     | Мілан                                       | Євро                                        | Жанна                                       | 24 квітня 2011                              | 24 квітня 2011                              |
| 1 сезон                                     | 11 (11)                                     | Пномпень                                    | Долар                                       | Алан                                        | 1 травня 2011                               | 1 травня 2011                               |
| 1 сезон                                     | 12 (12)                                     | Бангкок                                     | Долар                                       | Алан                                        | 8 травня 2011                               | 8 травня 2011                               |
| 1 сезон                                     | 13 (13)                                     | Хошимін                                     | Долар                                       | Жанна                                       | 15 травня 2011                              | 15 травня 2011                              |
| 1 сезон                                     | 14 (14)                                     | Баку                                        | Долар                                       | Алан                                        | 22 травня 2011                              | 22 травня 2011                              |
| 1 сезон                                     | 15 (15)                                     | Тбілісі                                     | Долар                                       | Жанна                                       | 29 травня 2011                              | 29 травня 2011                              |
| 2 сезон                                     | Номер                                       | Місце                                       | Валюта                                      | Власник золотої картки                      | Прем'єра випуску в                          | Прем'єра випуску в                          |
| 2 сезон                                     | 1 (16)                                      | Мехіко                                      | Долар                                       | Жанна                                       | 3 вересня 2011                              | 3 вересня 2011                              |
| 2 сезон                                     | 2 (17)                                      | Гавана                                      | Долар                                       | Жанна                                       | 10 вересня 2011                             | 10 вересня 2011                             |
| 2 сезон                                     | 3 (18)                                      | Амстердам                                   | Євро                                        | Андрій                                      | 17 вересня 2011                             | 17 вересня 2011                             |
| 2 сезон                                     | 4 (19)                                      | Канкун                                      | Долар                                       | Андрій                                      | 24 вересня 2011                             | 24 вересня 2011                             |
| 2 сезон                                     | 5 (20)                                      | Батумі                                      | Долар                                       | Жанна                                       | 1 жовтня 2011                               | 1 жовтня 2011                               |
| 2 сезон                                     | 6 (21)                                      | Париж                                       | Євро                                        | Андрій                                      | 8 жовтня 2011                               | 8 жовтня 2011                               |
| 2 сезон                                     | 7 (22)                                      | Стамбул                                     | Долар                                       | Жанна                                       | 15 жовтня 2011                              | 15 жовтня 2011                              |
| 2 сезон                                     | 8 (23)                                      | Берлін                                      | Євро                                        | Жанна                                       | 22 жовтня 2011                              | 22 жовтня 2011                              |
| 2 сезон                                     | 9 (24)                                      | Афіни                                       | Євро                                        | Андрій                                      | 29 жовтня 2011                              | 29 жовтня 2011                              |
| 2 сезон                                     | 10 (25)                                     | Дубай                                       | Долар                                       | Андрій                                      | 5 листопада 2011                            | 5 листопада 2011                            |
| 2 сезон                                     | 11 (26)                                     | Катманду                                    | Долар                                       | Жанна                                       | 12 листопада 2011                           | 12 листопада 2011                           |
| 2 сезон                                     | 12 (27)                                     | Мумбаї                                      | Долар                                       | Жанна                                       | 19 листопада 2011                           | 19 листопада 2011                           |
| 2 сезон                                     | 13 (28)                                     | Чикаго                                      | Долар                                       | Андрій                                      | 3 грудня 2011                               | 3 грудня 2011                               |
| 2 сезон                                     | 14 (29)                                     | Новий Орлеан                                | Долар                                       | Жанна                                       | 10 грудня 2011                              | 10 грудня 2011                              |
| 2 сезон                                     | 15 (30)                                     | Даллас                                      | Долар                                       | Андрій                                      | 17 грудня 2011                              | 17 грудня 2011                              |
| 2 сезон                                     | 16 (31)                                     | Стокгольм                                   | Долар                                       | Жанна                                       | 24 грудня 2011                              | 24 грудня 2011                              |
| 2 сезон                                     | 17 (32)                                     | Лапландія                                   | Євро                                        | Андрій                                      | 31 грудня 2011                              | 31 грудня 2011                              |
| 3 сезон                                     | Номер                                       | Місце                                       | Валюта                                      | Власник золотої картки                      | Прем'єра випуску в                          | Прем'єра випуску в                          |
| 3 сезон                                     | 1 (33)                                      | Пекін                                       | Долар                                       | Жанна                                       | 11 лютого 2012                              | 11 лютого 2012                              |
| 3 сезон                                     | 2 (34)                                      | Гонконг                                     | Долар                                       | Андрій                                      | 18 лютого 2012                              | 18 лютого 2012                              |
| 3 сезон                                     | 3 (35)                                      | Ямайка                                      | Долар                                       | Андрій                                      | 25 лютого 2012                              | 25 лютого 2012                              |
| 3 сезон                                     | 4 (36)                                      | Маямі                                       | Долар                                       | Андрій                                      | 3 березня 2012                              | 3 березня 2012                              |
| 3 сезон                                     | 5 (37)                                      | Манагуа                                     | Долар                                       | Жанна                                       | 10 березня 2012                             | 10 березня 2012                             |
| 3 сезон                                     | 6 (38)                                      | Бейрут                                      | Долар                                       | Жанна                                       | 17 березня 2012                             | 17 березня 2012                             |
| 3 сезон                                     | 7 (39)                                      | Ріо-де-Жанейро                              | Долар                                       | Жанна                                       | 24 березня 2012                             | 24 березня 2012                             |
| 3 сезон                                     | 8 (40)                                      | Сантьяго                                    | Долар                                       | Жанна                                       | 31 березня 2012                             | 31 березня 2012                             |
| 3 сезон                                     | 9 (41)                                      | Сан-Паулу                                   | Долар                                       | Андрій                                      | 7 квітня 2012                               | 7 квітня 2012                               |
| 3 сезон                                     | 10 (42)                                     | Мачу-Пікчу                                  | Долар                                       | Жанна                                       | 14 квітня 2012                              | 14 квітня 2012                              |
| 3 сезон                                     | 11 (43)                                     | Буенос-Айрес                                | Долар                                       | Андрій                                      | 21 квітня 2012                              | 21 квітня 2012                              |
| 3 сезон                                     | 12 (44)                                     | Сінгапур                                    | Долар                                       | Жанна                                       | 28 квітня 2012                              | 28 квітня 2012                              |
| 3 сезон                                     | 13 (45)                                     | Шрі-Ланка                                   | Долар                                       | Жанна                                       | 5 травня 2012                               | 5 травня 2012                               |
| 3 сезон                                     | 14 (46)                                     | Куала-Лумпур                                | Долар                                       | Андрій                                      | 12 травня 2012                              | 12 травня 2012                              |
| 3 сезон                                     | 15-16 (47-48)                               | Київ                                        | Гривня                                      | Андрій                                      | 19 i 26 травня 2012                         | 19 i 26 травня 2012                         |
| 4 сезон                                     | Номер                                       | Місце                                       | Валюта                                      | Власник золотої картки                      | Прем'єра випуску в                          | Прем'єра випуску в                          |
| 4 сезон                                     | 1 (49)                                      | Санкт-Петербург                             | Долар                                       | Андрій                                      | 8 вересня 2012                              | 8 вересня 2012                              |
| 4 сезон                                     | 2 (50)                                      | Единбург                                    | Долар                                       | Андрій                                      | 15 вересня 2012                             | 15 вересня 2012                             |
| 4 сезон                                     | 3 (51)                                      | Найробі                                     | Долар                                       | Андрій                                      | 22 вересня 2012                             | 22 вересня 2012                             |
| 4 сезон                                     | 4 (52)                                      | Рига                                        | Долар                                       | Леся                                        | 29 вересня 2012                             | 29 вересня 2012                             |
| 4 сезон                                     | 5 (53)                                      | Лондон                                      | Долар                                       | Андрій                                      | 6 жовтня 2012                               | 6 жовтня 2012                               |
| 4 сезон                                     | 6 (54)                                      | Копенгаген                                  | Долар                                       | Андрій                                      | 13 жовтня 2012                              | 13 жовтня 2012                              |
| 4 сезон                                     | 7 (55)                                      | Кейптаун                                    | Долар                                       | Леся                                        | 20 жовтня 2012                              | 20 жовтня 2012                              |
| 4 сезон                                     | 8 (56)                                      | Алесунд                                     | Долар                                       | Леся                                        | 27 жовтня 2012                              | 27 жовтня 2012                              |
| 4 сезон                                     | 9 (57)                                      | Палермо                                     | Долар                                       | Андрій                                      | 3 листопада 2012                            | 3 листопада 2012                            |
| 4 сезон                                     | 10 (58)                                     | Мадагаскар                                  | Долар                                       | Леся                                        | 10 листопада 2012                           | 10 листопада 2012                           |
| 4 сезон                                     | 11 (59)                                     | Французька Рив'єра                          | Євро                                        | Леся                                        | 17 листопада 2012                           | 17 листопада 2012                           |
| 4 сезон                                     | 12 (60)                                     | Марракеш                                    | Долар                                       | Леся                                        | 24 листопада 2012                           | 24 листопада 2012                           |
| 4 сезон                                     | 13 (61)                                     | Канари                                      | Євро                                        | Андрій                                      | 1 грудня 2012                               | 1 грудня 2012                               |
| 4 сезон                                     | 14 (62)                                     | Лісабон                                     | Євро                                        | Андрій                                      | 8 грудня 2012                               | 8 грудня 2012                               |
| 4 сезон                                     | 15 (63)                                     | Шанхай                                      | Долар                                       | Леся                                        | 15 грудня 2012                              | 15 грудня 2012                              |
| 4 сезон                                     | 16 (64)                                     | Острів Балі                                 | Долар                                       | Андрій                                      | 22 грудня 2012                              | 22 грудня 2012                              |
| 4 сезон                                     | 17 (65)                                     | Сеул                                        | Долар                                       | Леся                                        | 29 грудня 2012                              | 29 грудня 2012                              |
| 5 сезон                                     | Номер                                       | Місце                                       | Валюта                                      | Власник золотої картки                      | Прем'єра випуску в                          | Прем'єра випуску в                          |
| 5 сезон                                     | 1 (66)                                      | Швейцарські Альпи                           | Долар                                       | Леся                                        | 9 лютого 2013                               | 9 лютого 2013                               |
| 5 сезон                                     | 2 (67)                                      | Відень                                      | Євро                                        | Андрій                                      | 16 лютого 2013                              | 16 лютого 2013                              |
| 5 сезон                                     | 3 (68)                                      | Прага                                       | Долар                                       | Леся                                        | 23 лютого 2013                              | 23 лютого 2013                              |
| 5 сезон                                     | 4 (69)                                      | Брюссель                                    | Євро                                        | Андрій                                      | 2 березня 2013                              | 2 березня 2013                              |
| 5 сезон                                     | 5 (70)                                      | Венеція                                     | Євро                                        | Андрій                                      | 9 березня 2013                              | 9 березня 2013                              |
| 5 сезон                                     | 6 (71)                                      | Ла-Пас                                      | Долар                                       | Леся                                        | 14 квітня 2013                              | 14 квітня 2013                              |
| 5 сезон                                     | 7 (72)                                      | Кіто                                        | Долар                                       | Андрій                                      | 21 квітня 2013                              | 21 квітня 2013                              |
| 5 сезон                                     | 8 (73)                                      | Коста-Рика                                  | Долар                                       | Леся                                        | 28 квітня 2013                              | 28 квітня 2013                              |
| 6 сезон («Курортний»)                       | Номер                                       | Місце                                       | Валюта                                      | Власник золотої картки                      | Прем'єра випуску в                          | Прем'єра випуску в                          |
| 6 сезон («Курортний»)                       | 1 (74)                                      | Абу-Дабі                                    | Долар                                       | Настя                                       | 12 травня 2013                              | 12 травня 2013                              |
| 6 сезон («Курортний»)                       | 2 (75)                                      | Анталья                                     | Долар                                       | Андрій                                      | 19 травня 2013                              | 19 травня 2013                              |
| 6 сезон («Курортний»)                       | 3 (76)                                      | Острів Корсика                              | Євро                                        | Настя                                       | 26 травня 2013                              | 26 травня 2013                              |
| 6 сезон («Курортний»)                       | 4 (77)                                      | Дубровник                                   | Долар                                       | Настя                                       | 2 червня 2013                               | 2 червня 2013                               |
| 6 сезон («Курортний»)                       | 5 (78)                                      | Мальта                                      | Євро                                        | Андрій                                      | 9 червня 2013                               | 9 червня 2013                               |
| 6 сезон («Курортний»)                       | 6 (79)                                      | Валенсія                                    | Євро                                        | Андрій                                      | 16 червня 2013                              | 16 червня 2013                              |
| 6 сезон («Курортний»)                       | 7 (80)                                      | Острів Крит                                 | Євро                                        | Настя                                       | 23 червня 2013                              | 23 червня 2013                              |
| 6 сезон («Курортний»)                       | 8 (81)                                      | Острів Ібіца                                | Євро                                        | Андрій                                      | 30 червня 2013                              | 30 червня 2013                              |
| 7 сезон («Назад в СРСР»)                    | Номер                                       | Місце                                       | Валюта                                      | Власник золотої картки                      | Прем'єра випуску в                          | Прем'єра випуску в                          |
| 7 сезон («Назад в СРСР»)                    | 1 (82)                                      | Мінськ                                      | Долар                                       | Настя                                       | 25 серпня 2013                              | 25 серпня 2013                              |
| 7 сезон («Назад в СРСР»)                    | 2 (83)                                      | Вільнюс                                     | Долар                                       | Андрій                                      | 1 вересня 2013                              | 1 вересня 2013                              |
| 7 сезон («Назад в СРСР»)                    | 3 (84)                                      | Казань                                      | Долар                                       | Андрій                                      | 8 вересня 2013                              | 8 вересня 2013                              |
| 7 сезон («Назад в СРСР»)                    | 4 (85)                                      | Крим                                        | Гривня                                      | Андрій                                      | 15 вересня 2013                             | 15 вересня 2013                             |
| 7 сезон («Назад в СРСР»)                    | 5 (86)                                      | Кишинів                                     | Долар                                       | Настя                                       | 22 вересня 2013                             | 22 вересня 2013                             |
| 7 сезон («Назад в СРСР»)                    | 6 (87)                                      | Одеса                                       | Гривня                                      | Настя                                       | 29 вересня 2013                             | 29 вересня 2013                             |
| 7 сезон («Назад в СРСР»)                    | 7 (88)                                      | Таллінн                                     | Євро                                        | Настя                                       | 6 жовтня 2013                               | 6 жовтня 2013                               |
| 7 сезон («Назад в СРСР»)                    | 8 (89)                                      | Байкал                                      | Долар                                       | Андрій                                      | 13 жовтня 2013                              | 13 жовтня 2013                              |
| 7 сезон («Назад в СРСР»)                    | 9 (90)                                      | Владивосток                                 | Долар                                       | Настя                                       | 20 жовтня 2013                              | 20 жовтня 2013                              |
| 7 сезон («Назад в СРСР»)                    | 10 (91)                                     | Камчатка                                    | Долар                                       | Настя                                       | 27 жовтня 2013                              | 27 жовтня 2013                              |
| 7 сезон («Назад в СРСР»)                    | 11 (92)                                     | Грозний                                     | Долар                                       | Настя                                       | 3 листопада 2013                            | 3 листопада 2013                            |
| 7 сезон («Назад в СРСР»)                    | 12 (93)                                     | Єреван                                      | Долар                                       | Андрій                                      | 10 листопада 2013                           | 10 листопада 2013                           |
| 7 сезон («Назад в СРСР»)                    | 13 (94)                                     | Грузія                                      | Долар                                       | Андрій                                      | 17 листопада 2013                           | 17 листопада 2013                           |
| 7 сезон («Назад в СРСР»)                    | 14 (95)                                     | Душанбе                                     | Долар                                       | Настя                                       | 24 листопада 2013                           | 24 листопада 2013                           |
| 7 сезон («Назад в СРСР»)                    | 15 (96)                                     | Бішкек                                      | Долар                                       | Настя                                       | 1 грудня 2013                               | 1 грудня 2013                               |
| 7 сезон («Назад в СРСР»)                    | 16 (97)                                     | Алмати                                      | Долар                                       | Андрій                                      | 8 грудня 2013                               | 8 грудня 2013                               |
| 7 сезон («Назад в СРСР»)                    | 17 (98)                                     | Баку 2                                      | Долар                                       | Андрій                                      | 15 грудня 2013                              | 15 грудня 2013                              |
| 7 сезон («Назад в СРСР»)                    | 18 (99)                                     | Калінінград                                 | Долар                                       | Андрій                                      | 22 грудня 2013                              | 22 грудня 2013                              |
| 7 сезон («Назад в СРСР»)                    | 19 (100)                                    | Львів                                       | Гривня                                      | Настя                                       | 29 грудня 2013                              | 29 грудня 2013                              |
| 7 сезон («Назад в СРСР»)                    | 20 (101)                                    | Москва                                      | Долар                                       | Андрій                                      | 31 грудня 2013                              | 31 грудня 2013                              |
| 8 сезон («На краю світу»)                   | Номер                                       | Місце                                       | Валюта                                      | Власник золотої картки                      | Прем'єра випуску в                          | Прем'єра випуску в                          |
| 8 сезон («На краю світу»)                   | 1 (102)                                     | Мальдіви                                    | Долар                                       | Регіна                                      | 2 лютого 2014                               | 2 лютого 2014                               |
| 8 сезон («На краю світу»)                   | 2 (103)                                     | Аддис-Абеба                                 | Долар                                       | Коля                                        | 9 лютого 2014                               | 9 лютого 2014                               |
| 8 сезон («На краю світу»)                   | 3 (104)                                     | Танзанія                                    | Долар                                       | Коля                                        | 16 лютого 2014                              | 16 лютого 2014                              |
| 8 сезон («На краю світу»)                   | 4 (105)                                     | Сейшели                                     | Долар                                       | Регіна                                      | 2 березня 2014                              | 23 лютого 2014                              |
| 8 сезон («На краю світу»)                   | 5 (106)                                     | Маніла                                      | Долар                                       | Коля                                        | 9 березня 2014                              | 2 березня 2014                              |
| 8 сезон («На краю світу»)                   | 6 (107)                                     | Борнео                                      | Долар                                       | Коля                                        | 23 березня 2014                             | 9 березня 2014                              |
| 8 сезон («На краю світу»)                   | 7 (108)                                     | Ханой                                       | Долар                                       | Регіна                                      | 30 березня 2014                             | 16 березня 2014                             |
| 8 сезон («На краю світу»)                   | 8 (109)                                     | Палау                                       | Долар                                       | Коля                                        | 6 квітня 2014                               | 23 березня 2014                             |
| 8 сезон («На краю світу»)                   | 9 (110)                                     | Вануату                                     | Долар                                       | Регіна                                      | 13 квітня 2014                              | 13 квітня 2014                              |
| 8 сезон («На краю світу»)                   | 10 (111)                                    | Мельбурн                                    | Долар                                       | Коля                                        | 20 квітня 2014                              | 30 березня 2014                             |
| 8 сезон («На краю світу»)                   | 11 (112)                                    | Токіо                                       | Долар                                       | Регіна                                      | 27 квітня 2014                              | 27 квітня 2014                              |
| 8 сезон («На краю світу»)                   | 12 (113)                                    | Кіото                                       | Долар                                       | Коля                                        | 11 травня 2014                              | 4 травня 2014                               |
| 8 сезон («На краю світу»)                   | 13 (114)                                    | Тайбей                                      | Долар                                       | Коля                                        | 13 травня 2014                              | 11 травня 2014                              |
| 8 сезон («На краю світу»)                   | 14 (115)                                    | Улан-Батор                                  | Долар                                       | Коля                                        | 25 травня 2014                              | 19 травня 2014                              |
| 8 сезон («На краю світу»)                   | 15 (116)                                    | Гонолулу                                    | Долар                                       | Коля                                        | 1 червня 2014                               | 26 травня 2014                              |
| 8 сезон («На краю світу»)                   | 16 (117)                                    | Аляска                                      | Долар                                       | Коля                                        | 8 червня 2014                               | 2 червня 2014                               |
| 8 сезон («На краю світу»)                   | 17 (118)                                    | Монреаль                                    | Долар                                       | Коля                                        | 29 червня 2014                              | 16 червня 2014                              |
| 8 сезон («На краю світу»)                   | 18 (119)                                    | Торонто                                     | Долар                                       | Регіна                                      | 6 липня 2014                                | 9 червня 2014                               |
| 8 сезон («На краю світу»)                   | 19 (120)                                    | Ісландія                                    | Долар                                       | Коля                                        | 20 липня 2014                               | 23 червня 2014                              |
| 8 сезон («На краю світу»)                   | 20 (121)                                    | Окленд                                      | Долар                                       | Коля                                        | 27 липня 2014                               | 6 квітня 2014                               |
| 8 сезон («На краю світу»)                   | 21 (122)                                    | Ірландія                                    | Євро                                        | Коля                                        | 3 серпня 2014                               | 7 липня 2014                                |
| 8 сезон («На краю світу»)                   | 22 (123)                                    | Сідней                                      | Долар                                       | Регіна                                      | 10 серпня 2014                              | 20 квітня 2014                              |
| 8 сезон («На краю світу»)                   | 23 (124)                                    | Ґренландія                                  | Долар                                       | Регіна                                      | 17 серпня 2014                              | 30 червня 2014                              |
| 8 сезон («На краю світу»)                   | 24 (125)                                    | Маврикій                                    | Долар                                       | Регіна                                      | 17 серпня 2014                              | 14 липня 2014                               |
| 8 сезон («На краю світу»)                   | 25 (126)                                    | Панама                                      | Долар                                       | Коля                                        | 24 серпня 2014                              | 21 липня 2014                               |
| 8 сезон («На краю світу»)                   | 26 (127)                                    | Богота                                      | Долар                                       | Регіна                                      | 31 серпня 2014                              | 28 липня 2014                               |
| 8 сезон («На краю світу»)                   | 27 (128)                                    | Ушуая                                       | Долар                                       | Регіна                                      | 31 серпня 2014                              | 4 серпня 2014                               |
| 8 сезон («На краю світу»)                   | 28 (129)                                    | Острів Пасхи                                | Долар                                       | Регіна                                      | 7 вересня 2014                              | 11 серпня 2014                              |
| 9 сезон («Невідома Європа»)                 | Номер                                       | Місце                                       | Валюта                                      | Власник золотої картки                      | Прем'єра випуску в                          | Прем'єра випуску в                          |
| 9 сезон («Невідома Європа»)                 | 1 (130)                                     | Бордо                                       | Євро                                        | Євген                                       | 7 вересня 2014                              | 8 вересня 2014                              |
| 9 сезон («Невідома Європа»)                 | 2 (131)                                     | Франкфурт                                   | Євро                                        | Євген                                       | 14 вересня 2014                             | 15 вересня 2014                             |
| 9 сезон («Невідома Європа»)                 | 3 (132)                                     | Нормандія                                   | Євро                                        | Регіна                                      | 21 вересня 2014                             | 22 вересня 2014                             |
| 9 сезон («Невідома Європа»)                 | 4 (133)                                     | Роттердам                                   | Євро                                        | Регіна                                      | 28 вересня 2014                             | 29 вересня 2014                             |
| 9 сезон («Невідома Європа»)                 | 5 (134)                                     | Країна Басків                               | Євро                                        | Євген                                       | 5 жовтня 2014                               | 13 жовтня 2014                              |
| 9 сезон («Невідома Європа»)                 | 6 (135)                                     | Сараєво                                     | Євро                                        | Євген                                       | 12 жовтня 2014                              | 6 жовтня 2014                               |
| 9 сезон («Невідома Європа»)                 | 7 (136)                                     | Сарагоса                                    | Євро                                        | Регіна                                      | 19 жовтня 2014                              | 20 жовтня 2014                              |
| 9 сезон («Невідома Європа»)                 | 8 (137)                                     | Белград                                     | Долар                                       | Регіна                                      | 26 жовтня 2014                              | 27 жовтня 2014                              |
| 9 сезон («Невідома Європа»)                 | 9 (138)                                     | Фарерські острови                           | Євро                                        | Євген                                       | 2 листопада 2014                            | 3 листопада 2014                            |
| 9 сезон («Невідома Європа»)                 | 10 (139)                                    | Болонья                                     | Євро                                        | Євген                                       | 9 листопада 2014                            | 10 листопада 2014                           |
| 9 сезон («Невідома Європа»)                 | 11 (140)                                    | Краків                                      | Долар                                       | Регіна                                      | 16 листопада 2014                           | 17 листопада 2014                           |
| 9 сезон («Невідома Європа»)                 | 12 (141)                                    | Карпати                                     | Гривня                                      | Регіна                                      | 23 листопада 2014                           | 24 листопада 2014                           |
| 9 сезон («Невідома Європа»)                 | 13 (142)                                    | Ноттінгем                                   | Долар                                       | Регіна                                      | 7 грудня 2014                               | 8 грудня 2014                               |
| 9 сезон («Невідома Європа»)                 | 14 (143)                                    | Ліверпуль                                   | Долар                                       | Регіна                                      | 14 грудня 2014                              | 15 грудня 2014                              |
| 9 сезон («Невідома Європа»)                 | 15 (144)                                    | Глазго                                      | Долар                                       | Євген                                       | 21 грудня 2014                              | 22 грудня 2014                              |
| 9 сезон («Невідома Європа»)                 | 16 (145)                                    | Тіроль                                      | Євро                                        | Євген                                       | 28 грудня 2014                              | 29 грудня 2014                              |
| 9 сезон («Невідома Європа»)                 | 17 (146)                                    | Азорські острови                            | Євро                                        | Євген                                       | 4 січня 2015                                | 1 грудня 2014                               |
| 10 сезон («Ювілейний»)                      | Номер                                       | Місце                                       | Валюта                                      | Ведучі                                      | Прем'єра випуску в                          | Прем'єра випуску в                          |
| 10 сезон («Ювілейний»)                      | 1 (147)                                     | Делі                                        | Долар                                       | Регіна i Євген                              | 8 лютого 2015                               | 9 лютого 2015                               |
| 10 сезон («Ювілейний»)                      | 2 (148)                                     | Гуанчжоу                                    | Долар                                       | Коля i Регіна                               | 15 лютого 2015                              | 16 лютого 2015                              |
| 10 сезон («Ювілейний»)                      | 3 (149)                                     | Мандалай                                    | Долар                                       | Леся i Коля                                 | 1 березня 2015                              | 2 березня 2015                              |
| 10 сезон («Ювілейний»)                      | 4 (150)                                     | Гватемала                                   | Долар                                       | Андрій i Коля                               | 8 березня 2015                              | 9 березня 2015                              |
| 10 сезон («Ювілейний»)                      | 5 (151)                                     | Луанг-Прабанг                               | Долар                                       | Леся і Настя                                | 15 березня 2015                             | 16 березня 2015                             |
| 10 сезон («Ювілейний»)                      | 6 (152)                                     | Каїр                                        | Долар                                       | Настя і Регіна                              | 22 березня 2015                             | 23 березня 2015                             |
| 10 сезон («Ювілейний»)                      | 7 (153)                                     | Варанасі                                    | Долар                                       | Леся i Євген                                | 29 березня 2015                             | 23 лютого 2015                              |
| 10 сезон («Ювілейний»)                      | 8 (154)                                     | Пуерто-Рико                                 | Долар                                       | Коля i Регіна                               | 29 березня 2015                             | 30 березня 2015                             |
| 10 сезон («Ювілейний»)                      | 9 (155)                                     | Домінікана                                  | Долар                                       | Настя і Євген                               | 5 квітня 2015                               | 6 квітня 2015                               |
| 10 сезон («Ювілейний»)                      | 10 (156)                                    | Неаполь                                     | Євро                                        | Жанна і Андрій                              | 12 квітня 2015                              | 20 квітня 2015                              |
| 10 сезон («Ювілейний»)                      | 11 (157)                                    | Сантьяго-де-Куба                            | Долар                                       | Леся і Євген                                | 19 квітня 2015                              | 13 квітня 2015                              |
| 10 сезон («Ювілейний»)                      | 12 (158)                                    | Будапешт                                    | Долар                                       | Жанна і Коля                                | 3 травня 2015                               | 4 травня 2015                               |
| 10 сезон («Ювілейний»)                      | 13 (159)                                    | Сієтл                                       | Долар                                       | Андрій і Регіна                             | 10 травня 2015                              | 11 травня 2015                              |
| 10 сезон («Ювілейний»)                      | 13 (160)                                    | Вашингтон                                   | Долар                                       | Регіна і Євген                              | 24 травня 2015                              | 27 квітня 2015                              |
| 10 сезон («Ювілейний»)                      | 14 (161)                                    | Сан-Дієго                                   | Долар                                       | Леся і Регіна                               | 24 травня 2015                              | 25 травня 2015                              |
| 10 сезон («Ювілейний»)                      | 15 (162)                                    | Аризона                                     | Долар                                       | Андрій і Євген                              | 31 травня 2015                              | 18 травня 2015                              |
| 10 сезон («Ювілейний»)                      | 16 (163)                                    | Кабо-Верде                                  | Долар                                       | Леся і Євген                                | 31 травня 2015                              | 1 червня 2015                               |
| 10 сезон («Ювілейний»)                      | 18 (164)                                    | Дакар                                       | Долар                                       | Регіна і Євген                              | 7 червня 2015                               | 8 червня 2015                               |
| 10 сезон («Ювілейний»)                      | 19 (165)                                    | Мадейра                                     | Євро                                        | Леся і Регіна                               | 14 червня 2015                              | 15 червня 2015                              |
| 10 сезон («Ювілейний»)                      | 20 (166)                                    | Севілья                                     | Євро                                        | Алан і Жанна                                | 21 червня 2015                              | 22 червня 2015                              |
| 11 сезон («Ювілейний. 2 частина»)           | Номер                                       | Місце                                       | Валюта                                      | Ведучі                                      | Прем'єра випуску в                          | Прем'єра випуску в                          |
| 11 сезон («Ювілейний. 2 частина»)           | 1 (167)                                     | Орландо                                     | Долар                                       | Андрій i Настя                              | 16 серпня 2015                              | 17 серпня 2015                              |
| 11 сезон («Ювілейний. 2 частина»)           | 2 (168)                                     | Бостон                                      | Долар                                       | Алан i Регіна                               | 23 серпня 2015                              | 24 серпня 2015                              |
| 11 сезон («Ювілейний. 2 частина»)           | 3 (169)                                     | Саванна                                     | Долар                                       | Алан i Настя                                | 30 серпня 2015                              | 31 серпня 2015                              |
| 11 сезон («Ювілейний. 2 частина»)           | 4 (170)                                     | Єллоустоун                                  | Долар                                       | Андрій i Леся                               | 6 вересня 2015                              | 7 вересня 2015                              |
| 11 сезон («Ювілейний. 2 частина»)           | 5 (171)                                     | Салоніки                                    | Євро                                        | Настя i Коля                                | 13 вересня 2015                             | 14 вересня 2015                             |
| 11 сезон («Ювілейний. 2 частина»)           | 6 (172)                                     | Осло                                        | Долар                                       | Леся i Регіна                               | 20 вересня 2015                             | 21 вересня 2015                             |
| 11 сезон («Ювілейний. 2 частина»)           | 7 (173)                                     | Албанія                                     | Долар                                       | Леся i Євген                                | 27 вересня 2015                             | 28 вересня 2015                             |
| 11 сезон («Ювілейний. 2 частина»)           | 8 (174)                                     | Шпіцберген                                  | Долар                                       | Регіна i Євген                              | 4 жовтня 2015                               | 5 жовтня 2015                               |
| 11 сезон («Ювілейний. 2 частина»)           | 9 (175)                                     | Варшава                                     | Долар                                       | Коля i Регіна                               | 11 жовтня 2015                              | 12 жовтня 2015                              |
| 11 сезон («Ювілейний. 2 частина»)           | 10 (176)                                    | Детройт                                     | Долар                                       | Леся i Євген                                | 18 жовтня 2015                              | 19 жовтня 2015                              |
| 11 сезон («Ювілейний. 2 частина»)           | 11 (177)                                    | Трансільванія                               | Долар                                       | Коля i Євген                                | 25 жовтня 2015                              | 26 жовтня 2015                              |
| 11 сезон («Ювілейний. 2 частина»)           | 12 (178)                                    | Квебек                                      | Долар                                       | Леся i Регіна                               | 1 листопада 2015                            | 2 листопада 2015                            |
| 11 сезон («Ювілейний. 2 частина»)           | 13 (179)                                    | Рено                                        | Долар                                       | Регіна i Євген                              | 8 листопада 2015                            | 9 листопада 2015                            |
| 11 сезон («Ювілейний. 2 частина»)           | 14 (180)                                    | Мюнхен                                      | Євро                                        | Леся i Регіна                               | 15 листопада 2015                           | 16 листопада 2015                           |
| 11 сезон («Ювілейний. 2 частина»)           | 15 (181)                                    | Ліхтенштейн                                 | Долар                                       | Алан i Леся                                 | 22 листопада 2015                           | 23 листопада 2015                           |
| 11 сезон («Ювілейний. 2 частина»)           | 16 (182)                                    | Гельсінкі                                   | Євро                                        | Леся i Коля                                 | 29 листопада 2015                           | 30 листопада 2015                           |
| 11 сезон («Ювілейний. 2 частина»)           | 17 (183)                                    | Манаус                                      | Долар                                       | Коля i Регіна                               | 6 грудня 2015                               | 7 грудня 2015                               |
| 11 сезон («Ювілейний. 2 частина»)           | 18 (184)                                    | Ліма                                        | Долар                                       | Леся i Євген                                | 13 грудня 2015                              | 14 грудня 2015                              |
| 11 сезон («Ювілейний. 2 частина»)           | 19 (185)                                    | Патагонія                                   | Долар                                       | Коля i Євген                                | 20 грудня 2015                              | 21 грудня 2015                              |
| 11 сезон («Ювілейний. 2 частина»)           | 20 (186)                                    | Нью-Йорк 2                                  | Долар                                       | Алан i Леся                                 | 31 грудня 2015                              | 28 грудня 2015                              |
| 12 сезон («Навколосвітня подорож»)          | Номер                                       | Місце                                       | Валюта                                      | Власник золотої картки                      | Прем'єра випуску в                          | Прем'єра випуску в                          |
| 12 сезон («Навколосвітня подорож»)          | 1 (187)                                     | Антверпен                                   | Євро                                        | Регіна                                      | 21 лютого 2016                              | 15 лютого 2016                              |
| 12 сезон («Навколосвітня подорож»)          | 2 (188)                                     | Дюссельдорф                                 | Євро                                        | Регіна                                      | 28 лютого 2016                              | 22 лютого 2016                              |
| 12 сезон («Навколосвітня подорож»)          | 3 (189)                                     | Флоренція                                   | Євро                                        | Регіна                                      | 6 березня 2016                              | 29 лютого 2016                              |
| 12 сезон («Навколосвітня подорож»)          | 4 (190)                                     | Намібія                                     | Долар                                       | Леся                                        | 13 березня 2016                             | 7 березня 2016                              |
| 12 сезон («Навколосвітня подорож»)          | 5 (191)                                     | Йоганнесбург                                | Долар                                       | Леся                                        | 20 березня 2016                             | 14 березня 2016                             |
| 12 сезон («Навколосвітня подорож»)          | 6 (192)                                     | Хараре                                      | Долар                                       | Регіна                                      | 27 березня 2016                             | 21 березня 2016                             |
| 12 сезон («Навколосвітня подорож»)          | 7 (193)                                     | Мапуту                                      | Долар                                       | Леся                                        | 3 квітня 2016                               | 28 березня 2016                             |
| 12 сезон («Навколосвітня подорож»)          | 8 (194)                                     | Уганда                                      | Долар                                       | Регіна                                      | 10 квітня 2016                              | 4 квітня 2016                               |
| 12 сезон («Навколосвітня подорож»)          | 9 (195)                                     | Маскат                                      | Долар                                       | Леся                                        | 17 квітня 2016                              | 11 квітня 2016                              |
| 12 сезон («Навколосвітня подорож»)          | 10 (196)                                    | Гоа                                         | Долар                                       | Леся                                        | 24 квітня 2016                              | 18 квітня 2016                              |
| 12 сезон («Навколосвітня подорож»)          | 11 (197)                                    | Бенґалуру                                   | Долар                                       | Регіна                                      | 1 травня 2016                               | 25 квітня 2016                              |
| 12 сезон («Навколосвітня подорож»)          | 12 (198)                                    | Покхара                                     | Долар                                       | Регіна                                      | 8 травня 2016                               | 2 травня 2016                               |
| 12 сезон («Навколосвітня подорож»)          | 13 (199)                                    | Дакка                                       | Долар                                       | Леся                                        | 15 травня 2016                              | 9 травня 2016                               |
| 12 сезон («Навколосвітня подорож»)          | 14 (200)                                    | Пхукет                                      | Долар                                       | Леся                                        | 22 травня 2016                              | 16 травня 2016                              |
| 12 сезон («Навколосвітня подорож»)          | 15 (201)                                    | Чіангмай                                    | Долар                                       | Регіна                                      | 29 травня 2016                              | 23 травня 2016                              |
| 12 сезон («Навколосвітня подорож»)          | 16 (202)                                    | Джакарта                                    | Долар                                       | Леся                                        | 5 червня 2016                               | 30 травня 2016                              |
| 12 сезон («Навколосвітня подорож»)          | 17 (203)                                    | Хайнань                                     | Долар                                       | Регіна                                      | 12 червня 2016                              | 6 червня 2016                               |
| 12 сезон («Навколосвітня подорож»)          | 18 (204)                                    | Макао                                       | Долар                                       | Леся                                        | 19 червня 2016                              | 13 червня 2016                              |
| 12 сезон («Навколосвітня подорож»)          | 19 (205)                                    | Себу                                        | Долар                                       | Леся                                        | 26 червня 2016                              | 20 червня 2016                              |
| 12 сезон («Навколосвітня подорож»)          | 20 (206)                                    | Хіросіма                                    | Долар                                       | Леся                                        | 3 липня 2016                                | 27 червня 2016                              |
| 12 сезон («Навколосвітня подорож»)          | 21 (207)                                    | Осака                                       | Долар                                       | Регіна                                      | 14 серпня 2016                              | 4 липня 2016                                |
| 12 сезон («Навколосвітня подорож»)          | 22 (208)                                    | Сайпан                                      | Долар                                       | Регіна                                      | 21 серпня 2016                              | 11 липня 2016                               |
| 12 сезон («Навколосвітня подорож»)          | 23 (209)                                    | Фіджі                                       | Долар                                       | Леся                                        | 28 серпня 2016                              | 18 липня 2016                               |
| 12 сезон («Навколосвітня подорож»)          | 24 (210)                                    | Таїті                                       | Долар                                       | Леся                                        | 4 вересня 2016                              | 25 липня 2016                               |
| 12 сезон («Навколосвітня подорож»)          | 25 (211)                                    | Ванкувер                                    | Долар                                       | Петро                                       | 11 вересня 2016                             | 1 серпня 2016                               |
| 12 сезон («Навколосвітня подорож»)          | 26 (212)                                    | Сакраменто                                  | Долар                                       | Регіна                                      | 18 вересня 2016                             | 8 серпня 2016                               |
| 12 сезон («Навколосвітня подорож»)          | 27 (213)                                    | Солт-Лейк-Сіті                              | Долар                                       | Петро                                       | 25 вересня 2016                             | 15 серпня 2016                              |
| 12 сезон («Навколосвітня подорож»)          | 28 (214)                                    | Гвадалахара                                 | Долар                                       | Петро                                       | 2 жовтня 2016                               | 22 серпня 2016                              |
| 12 сезон («Навколосвітня подорож»)          | 29 (215)                                    | Акапулько                                   | Долар                                       | Петро                                       | 9 жовтня 2016                               | 29 серпня 2016                              |
| 12 сезон («Навколосвітня подорож»)          | 30 (216)                                    | Гондурас                                    | Долар                                       | Регіна                                      | 16 жовтня 2016                              | 5 вересня 2016                              |
| 12 сезон («Навколосвітня подорож»)          | 31 (217)                                    | Ґуаякіль                                    | Долар                                       | Петро                                       | 23 жовтня 2016                              | 12 вересня 2016                             |
| 12 сезон («Навколосвітня подорож»)          | 32 (218)                                    | Ікітос                                      | Долар                                       | Петро                                       | 30 жовтня 2016                              | 19 вересня 2016                             |
| 12 сезон («Навколосвітня подорож»)          | 33 (219)                                    | Атакама                                     | Долар                                       | Петро                                       | 6 листопада 2016                            | 26 вересня 2016                             |
| 12 сезон («Навколосвітня подорож»)          | 34 (220)                                    | Гаяна                                       | Долар                                       | Регіна                                      | 13 листопада 2016                           | 3 жовтня 2016                               |
| 12 сезон («Навколосвітня подорож»)          | 35 (221)                                    | Асунсьйон                                   | Долар                                       | Петро                                       | 20 листопада 2016                           | 10 жовтня 2016                              |
| 12 сезон («Навколосвітня подорож»)          | 36 (222)                                    | Монтевідео                                  | Долар                                       | Регіна                                      | 27 листопада 2016                           | 17 жовтня 2016                              |
| 12 сезон («Навколосвітня подорож»)          | 37 (223)                                    | Порту                                       | Євро                                        | Регіна                                      | 4 грудня 2016                               | 24 жовтня 2016                              |
| 12 сезон («Навколосвітня подорож»)          | 38 (224)                                    | Фес                                         | Долар                                       | Петро                                       | 11 грудня 2016                              | 31 жовтня 2016                              |
| 12 сезон («Навколосвітня подорож»)          | 39 (225)                                    | Кордова                                     | Євро                                        | Петро                                       | 18 грудня 2016                              | 7 листопада 2016                            |
| 12 сезон («Навколосвітня подорож»)          | 40 (226)                                    | Нант                                        | Євро                                        | Петро                                       | 31 грудня 2016                              | 14 листопада 2016                           |
| 13 сезон («Рай і пекло»)                    | Номер                                       | Місце                                       | Валюта                                      | Власник золотої картки                      | Прем'єра випуску в                          | Прем'єра випуску в                          |
| 13 сезон («Рай і пекло»)                    | 1 (227)                                     | Таїланд                                     | Долар                                       | Регіна                                      | 12 лютого 2017                              | 13 лютого 2017                              |
| 13 сезон («Рай і пекло»)                    | 2 (228)                                     | Індонезія                                   | Долар                                       | Леся                                        | 19 лютого 2017                              | 20 лютого 2017                              |
| 13 сезон («Рай і пекло»)                    | 3 (229)                                     | Момбаса                                     | Долар                                       | Регіна                                      | 26 лютого 2017                              | 27 лютого 2017                              |
| 13 сезон («Рай і пекло»)                    | 4 (230)                                     | Нячанг                                      | Долар                                       | Леся                                        | 5 березня 2017                              | 6 березня 2017                              |
| 13 сезон («Рай і пекло»)                    | 5 (231)                                     | Колката                                     | Долар                                       | Регіна                                      | 12 березня 2017                             | 13 березня 2017                             |
| 13 сезон («Рай і пекло»)                    | 6 (232)                                     | Камбоджа                                    | Долар                                       | Регіна                                      | 19 березня 2017                             | 20 березня 2017                             |
| 13 сезон («Рай і пекло»)                    | 7 (233)                                     | Ямайка 2                                    | Долар                                       | Регіна                                      | 26 березня 2017                             | 27 березня 2017                             |
| 13 сезон («Рай і пекло»)                    | 8 (234)                                     | Сан-Педро-Сула                              | Долар                                       | Регіна                                      | 2 квітня 2017                               | 3 квітня 2017                               |
| 13 сезон («Рай і пекло»)                    | 9 (235)                                     | Кюрасао                                     | Долар                                       | Леся                                        | 9 квітня 2017                               | 10 квітня 2017                              |
| 13 сезон («Рай і пекло»)                    | 10 (236)                                    | Багами                                      | Долар                                       | Регіна                                      | 16 квітня 2017                              | 17 квітня 2017                              |
| 13 сезон («Рай і пекло»)                    | 11 (237)                                    | Каракас                                     | Долар                                       | Леся                                        | 23 квітня 2017                              | 24 квітня 2017                              |
| 13 сезон («Рай і пекло»)                    | 12 (238)                                    | Куїнстаун                                   | Долар                                       | Леся                                        | 30 квітня 2017                              | 1 травня 2017                               |
| 13 сезон («Рай і пекло»)                    | 13 (239)                                    | Нова Каледонія                              | Долар                                       | Регіна                                      | 7 травня 2017                               | 8 травня 2017                               |
| 13 сезон («Рай і пекло»)                    | 14 (240)                                    | Соломонові острови                          | Долар                                       | Леся                                        | 14 травня 2017                              | 15 травня 2017                              |
| 13 сезон («Рай і пекло»)                    | 15 (241)                                    | Квінсленд                                   | Долар                                       | Леся                                        | 21 травня 2017                              | 22 травня 2017                              |
| 13 сезон («Рай і пекло»)                    | 16 (242)                                    | Швейцарія                                   | Долар                                       | Леся                                        | 28 травня 2017                              | 29 травня 2017                              |
| 13 сезон («Рай і пекло»)                    | 17 (243)                                    | Лагос                                       | Долар                                       | Леся                                        | 4 червня 2017                               | 5 червня 2017                               |
| 13 сезон («Рай і пекло»)                    | 18 (244)                                    | Туніс                                       | Долар                                       | Регіна                                      | 11 червня 2017                              | 12 червня 2017                              |
| 13 сезон («Рай і пекло»)                    | 19 (245)                                    | Аккра                                       | Долар                                       | Регіна                                      | 18 червня 2017                              | 19 червня 2017                              |
| 13 сезон («Рай і пекло»)                    | 20 (246)                                    | Корфу                                       | Євро                                        | Леся                                        | 25 червня 2017                              | 26 червня 2017                              |
| 14 сезон («Перезаван- таження»)             | Номер                                       | Місце                                       | Валюта                                      | Власник золотої картки                      | Прем'єра випуску в                          | Прем'єра випуску в                          |
| 14 сезон («Перезаван- таження»)             | 1 (247)                                     | Гонконг 2                                   | Долар                                       | Антон                                       | 5 березня 2017                              | 14 березня 2017                             |
| 14 сезон («Перезаван- таження»)             | 2 (248)                                     | Шрі-Ланка 2                                 | Долар                                       | Антон                                       | 12 березня 2017                             | 21 березня 2017                             |
| 14 сезон («Перезаван- таження»)             | 3 (249)                                     | Бангкок 2                                   | Долар                                       | Настя                                       | 19 березня 2017                             | 28 березня 2017                             |
| 14 сезон («Перезаван- таження»)             | 4 (250)                                     | Катманду 2                                  | Долар                                       | Антон                                       | 26 березня 2017                             | 4 квітня 2017                               |
| 14 сезон («Перезаван- таження»)             | 5 (251)                                     | Сінгапур 2                                  | Долар                                       | Настя                                       | 2 квітня 2017                               | 11 квітня 2017                              |
| 14 сезон («Перезаван- таження»)             | 6 (252)                                     | Ріо-де-Жанейро 2                            | Долар                                       | Антон                                       | 9 квітня 2017                               | 18 квітня 2017                              |
| 14 сезон («Перезаван- таження»)             | 7 (253)                                     | Кіто 2                                      | Долар                                       | Настя                                       | 16 квітня 2017                              | 25 квітня 2017                              |
| 14 сезон («Перезаван- таження»)             | 8 (254)                                     | Мехіко 2                                    | Долар                                       | Настя                                       | 23 квітня 2017                              | 2 травня 2017                               |
| 14 сезон («Перезаван- таження»)             | 9 (255)                                     | Канкун 2                                    | Долар                                       | Антон                                       | 30 квітня 2017                              | 9 травня 2017                               |
| 14 сезон («Перезаван- таження»)             | 10 (256)                                    | Гавана 2                                    | Долар                                       | Антон                                       | 7 травня 2017                               | 16 травня 2017                              |
| 14 сезон («Перезаван- таження»)             | 11 (257)                                    | Маямі 2                                     | Долар                                       | Антон                                       | 14 травня 2017                              | 23 травня 2017                              |
| 14 сезон («Перезаван- таження»)             | 12 (258)                                    | Лас-Вегас 2                                 | Долар                                       | Антон                                       | 28 травня 2017                              | 30 травня 2017                              |
| 14 сезон («Перезаван- таження»)             | 13 (259)                                    | Лос-Анджелес 2                              | Долар                                       | Настя                                       | 4 червня 2017                               | 6 червня 2017                               |
| 14 сезон («Перезаван- таження»)             | 14 (260)                                    | Сан-Франциско 2                             | Долар                                       | Антон                                       | 11 червня 2017                              | 13 червня 2017                              |
| 14 сезон («Перезаван- таження»)             | 15 (261)                                    | Чикаго 2                                    | Долар                                       | Настя                                       | 18 червня 2017                              | 20 червня 2017                              |
| 14 сезон («Перезаван- таження»)             | 16 (262)                                    | Амстердам 2                                 | Євро                                        | Антон                                       | 25 червня 2017                              | 27 червня 2017                              |
| 14 сезон («Перезаван- таження»)             | 17 (263)                                    | Берлін 2                                    | Євро                                        | Настя                                       | 2 липня 2017                                | 4 липня 2017                                |
| 14 сезон («Перезаван- таження»)             | 18 (264)                                    | Париж 2                                     | Євро                                        | Настя                                       | 9 липня 2017                                | 11 липня 2017                               |
| 14 сезон («Перезаван- таження»)             | 19 (265)                                    | Прага 2                                     | Долар                                       | Антон                                       | 16 липня 2017                               | 18 липня 2017                               |
| 14 сезон («Перезаван- таження»)             | 20 (266)                                    | Відень 2                                    | Євро                                        | Настя                                       | 23 липня 2017                               | 25 липня 2017                               |
| 14 сезон («Перезаван- таження»)             | 21 (267)                                    | Стамбул 2                                   | Долар                                       | Антон                                       | 20 серпня 2017                              | 15 серпня 2017                              |
| 14 сезон («Перезаван- таження»)             | 22 (268)                                    | Нур-Султан                                  | Долар                                       | Настя                                       | 27 серпня 2017                              | 22 серпня 2017                              |
| 14 сезон («Перезаван- таження»)             | 23 (269)                                    | Мумбаї 2                                    | Долар                                       | Настя                                       | 3 вересня 2017                              | 12 вересня 2017                             |
| 14 сезон («Перезаван- таження»)             | 24 (270)                                    | Токіо 2                                     | Долар                                       | Настя                                       | 10 вересня 2017                             | 12 вересня 2017                             |
| 14 сезон («Перезаван- таження»)             | 25 (271)                                    | Шанхай 2                                    | Долар                                       | Настя                                       | 17 вересня 2017                             | 19 вересня 2017                             |
| 14 сезон («Перезаван- таження»)             | 26 (272)                                    | Сеул 2                                      | Долар                                       | Антон                                       | 24 вересня 2017                             | 19 вересня 2017                             |
| 14 сезон («Перезаван- таження»)             | 27 (273)                                    | Пекін 2                                     | Долар                                       | Настя                                       | 1 жовтня 2017                               | 26 вересня 2017                             |
| 14 сезон («Перезаван- таження»)             | 28 (274)                                    | Хошимін 2                                   | Долар                                       | Антон                                       | 8 жовтня 2017                               | 3 жовтня 2017                               |
| 14 сезон («Перезаван- таження»)             | 29 (275)                                    | Единбург 2                                  | Долар                                       | Антон                                       | 15 жовтня 2017                              | 10 жовтня 2017                              |
| 14 сезон («Перезаван- таження»)             | 30 (276)                                    | Ірландія 2                                  | Євро                                        | Настя                                       | 22 жовтня 2017                              | 16 жовтня 2017                              |
| 14 сезон («Перезаван- таження»)             | 31 (277)                                    | Лондон 2                                    | Долар                                       | Антон                                       | 29 жовтня 2017                              | 23 жовтня 2017                              |
| 14 сезон («Перезаван- таження»)             | 32 (278)                                    | Барселона 2                                 | Євро                                        | Антон                                       | 5 листопада 2017                            | 30 жовтня 2017                              |
| 14 сезон («Перезаван- таження»)             | 33 (279)                                    | Острів Ібіца 2                              | Євро                                        | Настя                                       | 12 листопада 2017                           | 6 листопада 2017                            |
| 14 сезон («Перезаван- таження»)             | 34 (280)                                    | Мадрид 2                                    | Євро                                        | Антон                                       | 19 листопада 2017                           | 13 листопада 2017                           |
| 14 сезон («Перезаван- таження»)             | 35 (281)                                    | Рим 2                                       | Євро                                        | Антон                                       | 26 листопада 2017                           | 20 листопада 2017                           |
| 14 сезон («Перезаван- таження»)             | 36 (282)                                    | Венеція 2                                   | Євро                                        | Настя                                       | 3 грудня 2017                               | 27 листопада 2017                           |
| 14 сезон («Перезаван- таження»)             | 37 (283)                                    | Ізраїль 2                                   | Долар                                       | Настя                                       | 10 грудня 2017                              | 4 грудня 2017                               |
| 14 сезон («Перезаван- таження»)             | 38 (284)                                    | Канари 2                                    | Євро                                        | Антон                                       | 17 грудня 2017                              | 11 грудня 2017                              |
| 14 сезон («Перезаван- таження»)             | 39 (285)                                    | Кейптаун 2                                  | Долар                                       | Антон                                       | 24 грудня 2017                              | 18 грудня 2017                              |
| 14 сезон («Перезаван- таження»)             | 40 (286)                                    | Занзібар                                    | Долар                                       | Антон                                       | 7 січня 2018                                | 25 грудня 2017                              |
| 15 сезон («Рай і пекло 2»)                  | Номер                                       | Місце                                       | Валюта                                      | Власник золотої картки                      | Прем'єра випуску в                          | Прем'єра випуску в                          |
| 15 сезон («Рай і пекло 2»)                  | 1 (287)                                     | Сардинія                                    | Євро                                        | Регіна                                      | 27 серпня 2017                              | 11 вересня 2017                             |
| 15 сезон («Рай і пекло 2»)                  | 2 (288)                                     | Спліт                                       | Долар                                       | Наталі                                      | 3 вересня 2017                              | 18 вересня 2017                             |
| 15 сезон («Рай і пекло 2»)                  | 3 (289)                                     | Гамбург                                     | Євро                                        | Регіна                                      | 10 вересня 2017                             | 11 вересня 2017                             |
| 15 сезон («Рай і пекло 2»)                  | 4 (290)                                     | Швеція                                      | Долар                                       | Наталі                                      | 17 вересня 2017                             | 18 вересня 2017                             |
| 15 сезон («Рай і пекло 2»)                  | 5 (291)                                     | Португалія                                  | Євро                                        | Регіна                                      | 24 вересня 2017                             | 25 вересня 2017                             |
| 15 сезон («Рай і пекло 2»)                  | 6 (292)                                     | Прованс                                     | Євро                                        | Наталі                                      | 1 жовтня 2017                               | 2 жовтня 2017                               |
| 15 сезон («Рай і пекло 2»)                  | 7 (293)                                     | Керала                                      | Долар                                       | Регіна                                      | 8 жовтня 2017                               | 9 жовтня 2017                               |
| 15 сезон («Рай і пекло 2»)                  | 8 (294)                                     | Янгон                                       | Долар                                       | Регіна                                      | 15 жовтня 2017                              | 16 жовтня 2017                              |
| 15 сезон («Рай і пекло 2»)                  | 9 (295)                                     | Пусан                                       | Долар                                       | Наталі                                      | 22 жовтня 2017                              | 23 жовтня 2017                              |
| 15 сезон («Рай і пекло 2»)                  | 10 (296)                                    | Гаосюн                                      | Долар                                       | Регіна                                      | 29 жовтня 2017                              | 30 жовтня 2017                              |
| 15 сезон («Рай і пекло 2»)                  | 11 (297)                                    | Доха                                        | Долар                                       | Наталі                                      | 5 листопада 2017                            | 6 листопада 2017                            |
| 15 сезон («Рай і пекло 2»)                  | 12 (298)                                    | Форталеза                                   | Долар                                       | Регіна                                      | 12 листопада 2017                           | 13 листопада 2017                           |
| 15 сезон («Рай і пекло 2»)                  | 13 (299)                                    | Гуанахуато                                  | Долар                                       | Наталі                                      | 19 листопада 2017                           | 20 листопада 2017                           |
| 15 сезон («Рай і пекло 2»)                  | 14 (300)                                    | Сан-Сальвадор                               | Долар                                       | Наталі                                      | 26 листопада 2017                           | 27 листопада 2017                           |
| 15 сезон («Рай і пекло 2»)                  | 15 (301)                                    | Барбадос                                    | Долар                                       | Наталі                                      | 3 грудня 2017                               | 4 грудня 2017                               |
| 16 сезон («Перезаван- таження. Америка»)    | Номер                                       | Місце                                       | Валюта                                      | Власник золотої картки                      | Прем'єра випуску в                          | Прем'єра випуску в                          |
| 16 сезон («Перезаван- таження. Америка»)    | 1 (307)                                     | Ушуая 2                                     | Долар                                       | Настя                                       | 4 лютого 2018                               | 5 лютого 2018                               |
| 16 сезон («Перезаван- таження. Америка»)    | 2 (308)                                     | Сантьяго 2                                  | Долар                                       | Настя                                       | 11 лютого 2018                              | 12 лютого 2018                              |
| 16 сезон («Перезаван- таження. Америка»)    | 3 (309)                                     | Буенос-Айрес 2                              | Долар                                       | Настя                                       | 18 лютого 2018                              | 19 лютого 2018                              |
| 16 сезон («Перезаван- таження. Америка»)    | 4 (310)                                     | Сан-Паулу 2                                 | Долар                                       | Антон                                       | 25 лютого 2018                              | 26 лютого 2018                              |
| 16 сезон («Перезаван- таження. Америка»)    | 5 (311)                                     | Болівія                                     | Долар                                       | Настя                                       | 4 березня 2018                              | 5 березня 2018                              |
| 16 сезон («Перезаван- таження. Америка»)    | 6 (312)                                     | Гаваї                                       | Долар                                       | Настя                                       | 11 березня 2018                             | 12 березня 2018                             |
| 16 сезон («Перезаван- таження. Америка»)    | 7 (313)                                     | Аризона 2                                   | Долар                                       | Антон                                       | 18 березня 2018                             | 19 березня 2018                             |
| 16 сезон («Перезаван- таження. Америка»)    | 8 (314)                                     | Орландо 2                                   | Долар                                       | Настя                                       | 25 березня 2018                             | 26 березня 2018                             |
| 16 сезон («Перезаван- таження. Америка»)    | 9 (315)                                     | Даллас 2                                    | Долар                                       | Настя                                       | 1 квітня 2018                               | 2 квітня 2018                               |
| 16 сезон («Перезаван- таження. Америка»)    | 10 (316)                                    | Новий Орлеан 2                              | Долар                                       | Антон                                       | 8 квітня 2018                               | 9 квітня 2018                               |
| 16 сезон («Перезаван- таження. Америка»)    | 11 (317)                                    | Домінікана 2                                | Долар                                       | Настя                                       | 15 квітня 2018                              | 16 квітня 2018                              |
| 16 сезон («Перезаван- таження. Америка»)    | 12 (318)                                    | Ямайка 3                                    | Долар                                       | Антон                                       | 22 квітня 2018                              | 23 квітня 2018                              |
| 16 сезон («Перезаван- таження. Америка»)    | 13 (319)                                    | Нікарагуа                                   | Долар                                       | Настя                                       | 29 квітня 2018                              | 30 квітня 2018                              |
| 16 сезон («Перезаван- таження. Америка»)    | 14 (320)                                    | Коста-Рика 2                                | Долар                                       | Антон                                       | 6 травня 2018                               | 7 травня 2018                               |
| 16 сезон («Перезаван- таження. Америка»)    | 15 (321)                                    | Куско                                       | Долар                                       | Настя                                       | 13 травня 2018                              | 14 травня 2018                              |
| 16 сезон («Перезаван- таження. Америка»)    | 16 (322)                                    | Сан-Дієго 2                                 | Долар                                       | Антон                                       | 20 травня 2018                              | 21 травня 2018                              |
| 16 сезон («Перезаван- таження. Америка»)    | 17 (323)                                    | Юта                                         | Долар                                       | Настя                                       | 27 травня 2018                              | 28 травня 2018                              |
| 16 сезон («Перезаван- таження. Америка»)    | 18 (324)                                    | Сіетл 2                                     | Долар                                       | Антон                                       | 4 червня 2018                               | 5 червня 2018                               |
| 16 сезон («Перезаван- таження. Америка»)    | 19 (325)                                    | Вашингтон 2                                 | Долар                                       | Антон                                       | 11 червня 2018                              | 12 червня 2018                              |
| 16 сезон («Перезаван- таження. Америка»)    | 20 (326)                                    | Нью-Йорк 3                                  | Долар                                       | Антон                                       | 18 червня 2018                              | 19 червня 2018                              |
| 17 сезон («Морський»)                       | Номер                                       | Місце                                       | Валюта                                      | Власник золотої картки                      | Прем'єра випуску в                          | Прем'єра випуску в                          |
| 17 сезон («Морський»)                       | 1 (327)                                     | Хургада                                     | Долар                                       | Маша                                        | 11 березня 2018                             | 12 березня 2018                             |
| 17 сезон («Морський»)                       | 2 (328)                                     | Палаван                                     | Долар                                       | Маша                                        | 18 березня 2018                             | 19 березня 2018                             |
| 17 сезон («Морський»)                       | 3 (329)                                     | Флорес                                      | Долар                                       | Маша                                        | 25 березня 2018                             | 26 березня 2018                             |
| 17 сезон («Морський»)                       | 4 (330)                                     | Дананг                                      | Долар                                       | Коля                                        | 1 квітня 2018                               | 2 квітня 2018                               |
| 17 сезон («Морський»)                       | 5 (331)                                     | Оман                                        | Долар                                       | Маша                                        | 8 квітня 2018                               | 9 квітня 2018                               |
| 17 сезон («Морський»)                       | 6 (332)                                     | Панама 2                                    | Долар                                       | Коля                                        | 15 квітня 2018                              | 16 квітня 2018                              |
| 17 сезон («Морський»)                       | 7 (333)                                     | Плая-Дель-Кармен                            | Долар                                       | Коля                                        | 22 квітня 2018                              | 23 квітня 2018                              |
| 17 сезон («Морський»)                       | 8 (334)                                     | Сальвадор                                   | Долар                                       | Коля                                        | 29 квітня 2018                              | 30 квітня 2018                              |
| 17 сезон («Морський»)                       | 9 (335)                                     | Вінья-дель-Мар                              | Долар                                       | Маша                                        | 6 травня 2018                               | 7 травня 2018                               |
| 17 сезон («Морський»)                       | 10 (336)                                    | Балі 2                                      | Долар                                       | Коля                                        | 13 травня 2018                              | 14 травня 2018                              |
| 17 сезон («Морський»)                       | 11 (337)                                    | Західна Австралія                           | Долар                                       | Маша                                        | 20 травня 2018                              | 21 травня 2018                              |
| 17 сезон («Морський»)                       | 12 (338)                                    | Північна Австралія                          | Долар                                       | Коля                                        | 27 травня 2018                              | 28 травня 2018                              |
| 17 сезон («Морський»)                       | 13 (339)                                    | Південна Австралія                          | Долар                                       | Коля                                        | 3 червня 2018                               | 4 червня 2018                               |
| 17 сезон («Морський»)                       | 14 (340)                                    | Острови Кука                                | Долар                                       | Маша                                        | 10 червня 2018                              | 11 червня 2018                              |
| 17 сезон («Морський»)                       | 15 (341)                                    | Веллінгтон                                  | Долар                                       | Коля                                        | 17 червня 2018                              | 18 червня 2018                              |
| 17 сезон («Морський»)                       | 16 (342)                                    | Батумі 2                                    | Долар                                       | Коля                                        | 24 червня 2018                              | 25 червня 2018                              |
| 17 сезон («Морський»)                       | 17 (343)                                    | Мармарис                                    | Долар                                       | Коля                                        | 1 липня 2018                                | 2 липня 2018                                |
| 17 сезон («Морський»)                       | 18 (344)                                    | Апулія                                      | Євро                                        | Маша                                        | 8 липня 2018                                | 9 липня 2018                                |
| 17 сезон («Морський»)                       | 19 (345)                                    | Ла-Рошель                                   | Євро                                        | Маша                                        | 15 липня 2018                               | 16 липня 2018                               |
| 17 сезон («Морський»)                       | 20 (346)                                    | Кіпр                                        | Євро                                        | Коля                                        | 22 липня 2018                               | 23 липня 2018                               |
| 18 сезон («Морський сезон-2»)               | Номер                                       | Місце                                       | Валюта                                      | Власник золотої картки                      | Прем'єра випуску в                          | Прем'єра випуску в                          |
| 18 сезон («Морський сезон-2»)               | 1 (351)                                     | Болгарія                                    | Долар                                       | Коля                                        | 26 серпня 2018                              | 20 серпня 2018                              |
| 18 сезон («Морський сезон-2»)               | 2 (352)                                     | Пула                                        | Долар                                       | Аліна                                       | 2 вересня 2018                              | 27 серпня 2018                              |
| 18 сезон («Морський сезон-2»)               | 3 (353)                                     | Чорногорія                                  | Євро                                        | Коля                                        | 9 вересня 2018                              | 3 вересня 2018                              |
| 18 сезон («Морський сезон-2»)               | 4 (354)                                     | Санья                                       | Долар                                       | Аліна                                       | 16 вересня 2018                             | 10 вересня 2018                             |
| 18 сезон («Морський сезон-2»)               | 5 (355)                                     | Словенія                                    | Євро                                        | Аліна                                       | 23 вересня 2018                             | 17 вересня 2018                             |
| 18 сезон («Морський сезон-2»)               | 6 (356)                                     | Сандакан                                    | Долар                                       | Аліна                                       | 30 вересня 2018                             | 24 вересня 2018                             |
| 18 сезон («Морський сезон-2»)               | 7 (357)                                     | Джок'якарта                                 | Долар                                       | Аліна                                       | 7 жовтня 2018                               | 1 жовтня 2018                               |
| 18 сезон («Морський сезон-2»)               | 8 (358)                                     | Куала-Лумпур 2                              | Долар                                       | Коля                                        | 14 жовтня 2018                              | 8 жовтня 2018                               |
| 18 сезон («Морський сезон-2»)               | 9 (359)                                     | Юрмала                                      | Євро                                        | Аліна                                       | 21 жовтня 2018                              | 15 жовтня 2018                              |
| 18 сезон («Морський сезон-2»)               | 10 (360)                                    | Зеландія                                    | Євро                                        | Коля                                        | 28 жовтня 2018                              | 22 жовтня 2018                              |
| 18 сезон («Морський сезон-2»)               | 11 (361)                                    | Міконос                                     | Євро                                        | Коля                                        | 4 листопада 2018                            | 29 жовтня 2018                              |
| 18 сезон («Морський сезон-2»)               | 12 (362)                                    | Гран-Канарія                                | Євро                                        | Коля                                        | 11 листопада 2018                           | 5 листопада 2018                            |
| 18 сезон («Морський сезон-2»)               | 13 (363)                                    | Коста-Дель-Соль                             | Євро                                        | Коля                                        | 18 листопада 2018                           | 12 листопада 2018                           |
| 18 сезон («Морський сезон-2»)               | 14 (364)                                    | Майорка                                     | Євро                                        | Аліна                                       | 25 листопада 2018                           | 19 листопада 2018                           |
| 18 сезон («Морський сезон-2»)               | 15 (365)                                    | Амальфітанське узбережжя                    | Євро                                        | Аліна                                       | 2 грудня 2018                               | 25 листопада 2018                           |
| 18 сезон («Морський сезон-2»)               | 16 (366)                                    | Галісія                                     | Євро                                        | Коля                                        | 9 грудня 2018                               | 3 грудня 2018                               |
| 18 сезон («Морський сезон-2»)               | 17 (367)                                    | Мексиканська Каліфорнія                     | Долар                                       | Аліна                                       | 16 грудня 2018                              | 10 грудня 2018                              |
| 18 сезон («Морський сезон-2»)               | 18 (368)                                    | Пуерто-Вальярта                             | Долар                                       | Коля                                        | 23 грудня 2018                              | 17 грудня 2018                              |
| 18 сезон («Морський сезон-2»)               | 19 (369)                                    | Флорида                                     | Долар                                       | Аліна                                       | 30 грудня 2018                              | 24 грудня 2018                              |
| 18 сезон («Морський сезон-2»)               | 20 (370)                                    | Кі-Вест                                     | Долар                                       | Коля                                        | 6 січня 2019                                | 25 грудня 2018                              |
| 19 сезон («Перезавантаження-3»)             | Номер                                       | Місце                                       | Валюта                                      | Власник золотої карти                       | Прем'єра випуску в                          | Прем'єра випуску в                          |
| 19 сезон («Перезавантаження-3»)             | 1 (371)                                     | Йорданія 2                                  | Долар                                       | Настя                                       | 19 серпня 2018                              | 20 серпня 2018                              |
| 19 сезон («Перезавантаження-3»)             | 2 (372)                                     | Таджикистан                                 | Долар                                       | Настя                                       | 26 серпня 2018                              | 20 серпня 2018                              |
| 19 сезон («Перезавантаження-3»)             | 3 (373)                                     | Бейрут 2                                    | Долар                                       | Настя                                       | 2 вересня 2018                              | 27 серпня 2018                              |
| 19 сезон («Перезавантаження-3»)             | 4 (374)                                     | Греція                                      | Євро                                        | Настя                                       | 9 вересня 2018                              | 3 вересня 2018                              |
| 19 сезон («Перезавантаження-3»)             | 5 (375)                                     | Анталія 2                                   | Долар                                       | Антон                                       | 16 вересня 2018                             | 10 вересня 2018                             |
| 19 сезон («Перезавантаження-3»)             | 6 (376)                                     | Французька Рив'єра 2                        | Євро                                        | Настя                                       | 23 вересня 2018                             | 17 вересня 2018                             |
| 19 сезон («Перезавантаження-3»)             | 7 (377)                                     | Стокгольм 2                                 | Долар                                       | Євсей                                       | 30 вересня 2018                             | 24 вересня 2018                             |
| 19 сезон («Перезавантаження-3»)             | 8 (378)                                     | Тбілісі 2                                   | Долар                                       | Настя                                       | 7 жовтня 2018                               | 8 жовтня 2018                               |
| 19 сезон («Перезавантаження-3»)             | 9 (379)                                     | Варанасі 2                                  | Долар                                       | Євсей                                       | 14 жовтня 2018                              | 1 жовтня 2018                               |
| 19 сезон («Перезавантаження-3»)             | 10 (380)                                    | Єреван 2                                    | Долар                                       | Євсей                                       | 21 жовтня 2018                              | 15 жовтня 2018                              |
| 19 сезон («Перезавантаження-3»)             | 11 (381)                                    | Монголія                                    | Долар                                       | Євсей                                       | 28 жовтня 2018                              | 22 жовтня 2018                              |
| 19 сезон («Перезавантаження-3»)             | 12 (382)                                    | Гуанчжоу 2                                  | Долар                                       | Настя                                       | 4 листопада 2018                            | 5 листопада 2018                            |
| 19 сезон («Перезавантаження-3»)             | 13 (383)                                    | Ташкент                                     | Долар                                       | Євсей                                       | 11 листопада 2018                           | 12 листопада 2018                           |
| 19 сезон («Перезавантаження-3»)             | 14 (384)                                    | Баку 3                                      | Долар                                       | Настя                                       | 18 листопада 2018                           | 19 листопада 2018                           |
| 19 сезон («Перезавантаження-3»)             | 15 (385)                                    | Туніс 2                                     | Долар                                       | Євсей                                       | 25 листопада 2018                           | 26 листопада 2018                           |
| 19 сезон («Перезавантаження-3»)             | 16 (386)                                    | Сицилія                                     | Євро                                        | Настя                                       | 2 грудня 2018                               | 3 грудня 2018                               |
| 19 сезон («Перезавантаження-3»)             | 17 (387)                                    | Мальта 2                                    | Євро                                        | Євсей                                       | 9 грудня 2018                               | 10 грудня 2018                              |
| 19 сезон («Перезавантаження-3»)             | 18 (388)                                    | Мадагаскар 2                                | Долар                                       | Настя                                       | 16 грудня 2018                              | 17 грудня 2018                              |
| 19 сезон («Перезавантаження-3»)             | 19 (389)                                    | Маврикій 2                                  | Долар                                       | Настя                                       | 23 грудня 2018                              | 24 грудня 2018                              |
| 19 сезон («Перезавантаження-3»)             | 20 (390)                                    | Сейшели 2                                   | Долар                                       | Настя                                       | 30 грудня 2018                              | 25 грудня 2018                              |
| 20 сезон («Морський-3»)                     | Номер                                       | Місце                                       | Валюта                                      | Власник золотої карти                       | Прем'єра випуску в                          | Прем'єра випуску в                          |
| 20 сезон («Морський-3»)                     | 1 (391)                                     | Мальдіви 3                                  | Долар                                       | Аліна                                       | 3 лютого 2019                               | 4 лютого 2019                               |
| 20 сезон («Морський-3»)                     | 2 (392)                                     | Сінгапур 3                                  | Долар                                       | Аліна                                       | 10 лютого 2019                              | 11 лютого 2019                              |
| 20 сезон («Морський-3»)                     | 3 (393)                                     | Шрі-Ланка 3                                 | Долар                                       | Коля                                        | 17 лютого 2019                              | 18 лютого 2019                              |
| 20 сезон («Морський-3»)                     | 4 (394)                                     | Таїланд 2                                   | Долар                                       | Коля                                        | 24 лютого 2019                              | 5 березня 2019                              |
| 20 сезон («Морський-3»)                     | 5 (395)                                     | Ресіфі                                      | Долар                                       | Коля                                        | 3 березня 2019                              | 4 березня 2019                              |
| 20 сезон («Морський-3»)                     | 6 (396)                                     | Паракас                                     | Долар                                       | Коля                                        | 10 березня 2019                             | 11 березня 2019                             |
| 20 сезон («Морський-3»)                     | 7 (397)                                     | Санта-Катарина                              | Долар                                       | Коля                                        | 17 березня 2019                             | 18 березня 2019                             |
| 20 сезон («Морський-3»)                     | 8 (398)                                     | Берег Мая                                   | Долар                                       | Аліна                                       | 24 березня 2019                             | 25 березня 2019                             |
| 20 сезон («Морський-3»)                     | 9 (399)                                     | Абу-Дабі 2                                  | Долар                                       | Аліна                                       | 31 березня 2019                             | 1 квітня 2019                               |
| 20 сезон («Морський-3»)                     | 10 (400)                                    | Боракай                                     | Долар                                       | Аліна                                       | 7 квітня 2019                               | 8 квітня 2019                               |
| 20 сезон («Морський-3»)                     | 11 (401)                                    | Гоа 2                                       | Долар                                       | Аліна                                       | 14 квітня 2019                              | 15 квітня 2019                              |
| 20 сезон («Морський-3»)                     | 12 (402)                                    | Бохол                                       | Долар                                       | Коля                                        | 21 квітня 2019                              | 22 квітня 2019                              |
| 21 сезон («Мегаполіси»)                     | Номер                                       | Місце                                       | Валюта                                      | Власник золотої карти                       | Прем'єра випуску в                          | Прем'єра випуску в                          |
| 21 сезон («Мегаполіси»)                     | 1 (411)                                     | Макао 2                                     | Долар                                       | Оля                                         | 3 лютого 2019                               | 4 лютого 2019                               |
| 21 сезон («Мегаполіси»)                     | 2 (412)                                     | Ханой 2                                     | Долар                                       | Антон                                       | 10 лютого 2019                              | 11 лютого 2019                              |
| 21 сезон («Мегаполіси»)                     | 3 (413)                                     | Бангкок 3                                   | Долар                                       | Оля                                         | 17 лютого 2019                              | 18 лютого 2019                              |
| 21 сезон («Мегаполіси»)                     | 4 (414)                                     | Берлін 3                                    | Євро                                        | Оля                                         | 24 лютого 2019                              | 5 березня 2019                              |
| 21 сезон («Мегаполіси»)                     | 5 (415)                                     | Дар-ес-Салам                                | Долар                                       | Оля                                         | 3 березня 2019                              | 4 березня 2019                              |
| 21 сезон («Мегаполіси»)                     | 6 (416)                                     | Кейптаун 3                                  | Долар                                       | Антон                                       | 10 березня 2019                             | 11 березня 2019                             |
| 21 сезон («Мегаполіси»)                     | 7 (417)                                     | Віндгук                                     | Долар                                       | Оля                                         | 17 березня 2019                             | 18 березня 2019                             |
| 21 сезон («Мегаполіси»)                     | 8 (418)                                     | Сеул 3                                      | Долар                                       | Антон                                       | 24 березня 2019                             | 25 березня 2019                             |
| 21 сезон («Мегаполіси»)                     | 9 (419)                                     | Джакарта 2                                  | Долар                                       | Оля                                         | 31 березня 2019                             | 1 квітня 2019                               |
| 21 сезон («Мегаполіси»)                     | 10 (420)                                    | Паттая                                      | Долар                                       | Антон                                       | 7 квітня 2019                               | 8 квітня 2019                               |
| 21 сезон («Мегаполіси»)                     | 11 (421)                                    | Гонконг 3                                   | Долар                                       | Антон                                       | 14 квітня 2019                              | 15 квітня 2019                              |
| 21 сезон («Мегаполіси»)                     | 12 (422)                                    | Ріо-де-Жанейро 3                            | Долар                                       | Оля                                         | 21 квітня 2019                              | 22 квітня 2019                              |
| 21 сезон («Мегаполіси»)                     | 13 (423)                                    | Ліма 2                                      | Долар                                       | Оля                                         | 28 квітня 2019                              | 29 квітня 2019                              |
| 21 сезон («Мегаполіси»)                     | 14 (424)                                    | Гавана 3                                    | Долар                                       | Антон                                       | 5 травня 2019                               | 13 травня 2019                              |
| 21 сезон («Мегаполіси»)                     | 15 (425)                                    | Мехіко 3                                    | Долар                                       | Антон                                       | 12 травня 2019                              | 14 травня 2019                              |
| 21 сезон («Мегаполіси»)                     | 16 (426)                                    | Лондон 3                                    | Долар                                       | Оля                                         | 19 травня 2019                              | 20 травня 2019                              |
| 21 сезон («Мегаполіси»)                     | 17 (427)                                    | Стамбул 3                                   | Долар                                       | Антон                                       | 26 травня 2019                              | 27 травня 2019                              |

#### Невидане
| Невидане                            | Номер            | Випуски                                                                       | Прем'єра випуску в | Прем'єра випуску в |
| ----------------------------------- | ---------------- | ----------------------------------------------------------------------------- | ------------------ | ------------------ |
| Невидане                            | 1 (1)            | Венеція, Танзанія, Алмати, Ріо-де-Жанейро, Найробі, Байкал.                   | 16 вересня 2014    | 18 серпня 2014     |
| Невидане                            | 2 (2)            | Кіто, Токіо, Гонконг, Абу-Дабі, Лісабон, Чикаго, Мачу Пікчу.                  | 23 вересня 2014    | 25 серпня 2014     |
| Невидане                            | 3 (3)            | Ісландія, Сеул, Маврикій, Гонконг, Санкт-Петербург.                           | 30 вересня 2014    | 1 вересня 2014     |
| Ювілейний. Невидане                 | Номер            | Випуски                                                                       | Прем'єра випуску в | Прем'єра випуску в |
| Ювілейний. Невидане                 | 1 (4)            | Неаполь, Азорські острови, Делі, Каїр, Ес-Сувейра.                            | 6 жовтня 2015      | 3 серпня 2015      |
| Ювілейний. Невидане                 | 2 (5)            | Ла-Пас, Ісландія, Делі, Гватемала, Севілья, Луанг-Прабанг.                    | 3 серпня 2015      | 10 серпня 2015     |
| Навколосвітня подорож. Невидане     | Номер            | Випуски                                                                       | Прем'єра випоску в | Прем'єра випуску в |
| Навколосвітня подорож. Невидане     | 1 (6)            | Антверпен, Ікітос, Покхара, Хараре.                                           | 28 листопада 2016  | 21 листопада 2016  |
| Навколосвітня подорож. Невидане     | 2 (7)            | Мапуту, Асунсьйон, Таїті, Гондурас.                                           | 5 грудня 2016      | 28 листопада 2016  |
| Навколосвітня подорож. Невидане     | 3 (8)            | Ванкувер.                                                                     | 12 грудня 2016     | 5 грудня 2016      |
| Навколосвітня подорож. Невидане     | 4 (9)            | Уганда, Маскат.                                                               | 19 грудня 2016     | 12 грудня 2016     |
| Рай і пекло. Невидане               | Номер            | Випуски                                                                       | Прем'єра випуску в | Прем'єра випуску в |
| Рай і пекло. Невидане               | 1 (10). Райське  | Ямайка 2, Туніс, Швейцарія, Багами.                                           | 3 липня 2017       | 3 липня 2017       |
| Рай і пекло. Невидане               | 2 (11). Пекельне | Сан-Педро-Сула, Соломонові острови, Аккра.                                    | 10 липня 2017      | 10 липня 2017      |
| Перезавантаження. Невидане          | Номер            | Випуски                                                                       | Прем'єра випуску в | Прем'єра випуску в |
| Перезавантаження. Невидане          | 1 (12)           | Бангкок 2, Париж 2, Відень 2, Маямі 2, Амстердам 2.                           | 1 серпня 2017      | 1 серпня 2017      |
| Перезавантаження. Невидане          | 2 (13)           | Бангкок 2, Париж 2, Сан-Франциско 2.                                          | 8 серпня 2017      | 8 серпня 2017      |
| Перезавантаження. Невидане          | 3 (14)           | Единбург 2, Барселона 2, Хошимін 2.                                           | 22 січня 2018      | 22 січня 2018      |
| Перезавантаження. Невидане          | 4 (15)           | Мумбаї 2, Сеул 2, Ірландія 2, Пекін 2, Рим 2.                                 | 29 січня 2018      | 29 січня 2018      |
| Рай і пекло 2. Невидане             | Номер            | Випуски                                                                       | Прем'єра випуску в | Прем'єра випуску в |
| Рай і пекло 2. Невидане             | 1 (16)           | Сардинія, Португалія, Пусан, Швеція, Форталеза.                               | 29 січня 2018      | 29 січня 2018      |
| Рай і пекло 2. Невидане             | 2 (17)           | Гаосюн, Керала, Гамбург, Гуанахуато, Сан-Сальвадор, Барбадос.                 | 5 лютого 2018      | 5 лютого 2018      |
| Перезавантаження. Америка. Невидане | Номер            | Випуски                                                                       | Прем'єра випуску в | Прем'єра випуску в |
| Перезавантаження. Америка. Невидане | 1 (18)           | Орландо 2, Гаваї.                                                             | 25 червня 2018     | 25 червня 2018     |
| Перезавантаження. Америка. Невидане | 2 (19)           | Аризона 2.                                                                    | 2 липня 2018       | 2 липня 2018       |
| Морський. Невидане                  | Номер            | Випуски                                                                       | Прем'єра випуску в | Прем'єра випуску в |
| Морський. Невидане                  | 1 (20)           | Дананг, Південна Австралія, Ла-Рошель, Дананг, Апулія.                        | 30 липня 2018      | 30 липня 2018      |
| Морський. Невидане                  | 2 (21)           | Кіпр, Сальвадор, Західна Австралія, Острови Кука, Північна Австралія, Палаван | 4 серпня 2018      | 4 серпня 2018      |
| Перезавантаження-3. Невидане        | Номер            | Випуски                                                                       | Прем'єра випуску в | Прем'єра випуску в |
| Перезавантаження-3. Невидане        | 1 (22)           | Пхеньян, Варанасі 2, Греція, Монголія, Таджикистан, Єреван 2                  | 29 жовтня 2018     | 29 жовтня 2018     |

#### Спеціальні випуски
| Сочі                          | Номер   | Місце      | Валюта | Власник золотої картки | Прем'єра випуску в | Прем'єра випуску в |
| ----------------------------- | ------- | ---------- | ------ | ---------------------- | ------------------ | ------------------ |
| Сочі                          | 1 (1)   | Сочі       | Долар  | Антон                  | 19 серпня 2016     | 19 серпня 2016     |
| Зірки                         | Номер   | Місце      | Валюта | Власник золотої картки | Прем'єра випуску в | Прем'єра випуску в |
| Зірки                         | 1 (302) | Дурбан     | Долар  | Коля                   | 10 грудня 2017     | 14 грудня 2017     |
| Зірки                         | 2 (303) | Лісабон 2  | Євро   | Михайло                | 17 грудня 2017     | 18 грудня 2017     |
| Зірки                         | 3 (304) | Генуя      | Євро   | Жанна                  | 24 грудня 2017     | 19 грудня 2017     |
| Зірки                         | 4 (305) | Люксембург | Євро   | Алан                   | 31 грудня 2017     | 21 грудня 2017     |
| Зірки                         | 5 (306) | Будапешт 2 | Євро   | Світлана               | 31 грудня 2017     | 25 грудня 2017     |
| Морський сезон з Клавою Кокою | Номер   | Місце      | Валюта | Власник золотої карти  | Прем'єра випуску в | Прем'єра випуску в |
| Морський сезон з Клавою Кокою | 1 (347) | Мальдіви   | Долар  | Коля                   | 30 липня 2018      | 30 липня 2018      |
| Морський сезон з Клавою Кокою | 2 (348) | Ченнаї     | Долар  | Коля                   | 6 серпня 2018      | 6 серпня 2018      |
| Морський сезон з Клавою Кокою | 3 (349) | Пенанг     | Долар  | Коля                   | 6 серпня 2018      | 6 серпня 2018      |
| Морський сезон з Клавою Кокою | 4 (350) | Самуй      | Долар  | Клава                  | 13 серпня 2018     | 13 серпня 2018     |

### Орел і Решка. Росія
| Перший сезон | Номер   | Місце                     | Валюта | Ведучі                             | Прем'єра випуску в | Прем'єра випуску в |
| ------------ | ------- | ------------------------- | ------ | ---------------------------------- | ------------------ | ------------------ |
| Перший сезон | 1 (1)   | Байкал 2                  | Долар  | Регіна Тодоренко і Влад Топалов    | 21 серпня 2018     | 14 травня 2018     |
| Перший сезон | 2 (2)   | Владимир і Суздаль        | Долар  | Клава Кока і Саті Казанова         | 8 вересня 2018     | 17 липня 2018      |
| Перший сезон | 3 (3)   | Приморський край          | Долар  | Жанна Бадоєва і Олександра Власова | 11 вересня 2018    | 24 липня 2018      |
| Перший сезон | 4 (4)   | Республіка Алтай          | Долар  | Клава Кока і Марія Горбань         | 15 вересня 2018    | 7 серпня 2018      |
| Перший сезон | 5 (5)   | Республіка Карелія        | Долар  | Клава Кока і NATAN                 | 18 вересня 2018    | 14 серпня 2018     |
| Перший сезон | 6 (6)   | Кавказькі Мінеральні Води | Долар  | Жанна Бадоєва й Іда Галіч          | 25 вересня 2018    | 12 червня 2018     |
| Перший сезон | 7 (7)   | Ярославль і Кострома      | Долар  | Клава Кока й Ілля Соболєв          | 6 жовтня 2018      | 10 липня 2018      |
| Перший сезон | 8 (8)   | Кольський півострів       | Долар  | Марія Івакова і Даніл Вахрушев     | 20 жовтня 2018     | 28 травня 2018     |
| Перший сезон | 9 (9)   | Астрахань                 | Долар  | Жанна Бадоєва і Михайло Башкатов   | 27 жовтня 2018     | 19 червня 2018     |
| Перший сезон | 10 (10) | Казань 2                  | Долар  | Жанна Бадоєва і Андрій Скорохід    | 3 листопада 2018   | 26 червня 2018     |
| Перший сезон | 11 (11) | Калінінград 2             | Долар  | Жанна Бадоєва і Маша Миногарова    | 12 листопада 2018  | 3 липня 2018       |
| Перший сезон | 12 (12) | Санкт-Петербург 2         | Долар  | Клава Кока і Ольга Антипова        | 16 листопада 2018  | 4 вересня 2018     |
| Перший сезон | 13 (13) | Москва 2                  | Долар  | Регіна Тодоренко і Клава Кока      | 23 листопада 2018  | 7 вересня 2018     |
| Перший сезон | 14 (14) | Єкатеринбург              | Долар  | Клава Кока і Ольга Антипова        | 30 листопада 2018  | 11 вересня 2018    |
| Перший сезон | 15 (15) | Сочі 2                    | Долар  | Регіна Тодоренко і Ольга Антипова  | 7 грудня 2018      | 25 вересня 2018    |
| Перший сезон | 16 (16) | Краснодар                 | Долар  | Жанна Бадоєва і Тимур Родригез     |                    | 21 травня 2018     |
| Перший сезон | 17 (17) | Приельбрусся              | Долар  | Марія Івакова і Айза Анохіна       |                    | 4 червня 2018      |
| Перший сезон | 18 (18) | Сахалін                   | Долар  | Марія Івакова і Іда Галіч          |                    | 21 серпня 2018     |
| Перший сезон | 19 (19) | Красноярський край        | Долар  | Жанна Бадоєва і Вітя «АК»          |                    | 28 серпня 2018     |
| Перший сезон | 20 (20) | Якутія                    | Долар  | Жанна Бадоєва і Ольга Антипова     |                    | 18 вересня 2018    |

#### Незняті випуски
| Сезон | Місце                                | Ведучі          | Причина скасування випуску                                                                     |
| ----- | ------------------------------------ | --------------- | ---------------------------------------------------------------------------------------------- |
| 7     | Ашгабад                              | Андрій і Настя  | Знімальна група не змогла отримати візи в Туркменістан.                                        |
| 10    | Ес-Сувейра                           | Леся і Коля     | Знімальна група не отримала дозволу на знімання від влади Марокко.                             |
| 12    | Тегеран                              | Регіна і Леся   | Знімальна група не змогла отримати візи в Іран.                                                |
| 12    | Дамаск                               | Регіна і Леся   | Знімальна група не змогла отримати візи в Сирію.                                               |
| 19    | Пхеньян                              | Настя і Євсей   | Показ скасували, оскільки знімальна група не змогла отримати офіційні дозволи від влади КНДР.  |
| 22    | Цвітіння Сакури Філіппінські острови | Аліна і Антон   | Незняті через пандемію COVID-19 у 2020 році                                                    |
| 27    | 12 випусків "Землян-2"               | Мішель і Кирило | Випуски зняли, але наразі не показали через російське вторгнення в Україну 24 лютого 2022 року |

## Шопінг
«Орел і решка. Шопінг» — окремий проєкт, прем'єра якого відбулася 15 лютого 2014 року. В ході програми ведучі підказують назви магазинів, ринків та кафе міста, в якому перебувають, і розповідають про вартість тієї чи іншої речі.
З 1 по 12 випуски — Костянтин Октябрський і Марія Івакова. З 13 випуску — Антон Лаврентьєв і Марія Івакова. Починаючи з 82 випуску — Єгор Калейніков і Марія Івакова.
Ведучі подорожують найпопулярнішими закордонними шопінг-маршрутами. Прем'єра відбулася 1 березня на телеканалі К1 і 15 лютого на телеканалі Пятница!.

## Список випусків
| Список випусків телепередачі «Орел і решка. Шопінг» | Список випусків телепередачі «Орел і решка. Шопінг» | Список випусків телепередачі «Орел і решка. Шопінг» | Список випусків телепередачі «Орел і решка. Шопінг» | Список випусків телепередачі «Орел і решка. Шопінг» | Список випусків телепередачі «Орел і решка. Шопінг» | Список випусків телепередачі «Орел і решка. Шопінг» |
| 1 сезон                                             | Номер                                               | Місце                                               | Валюта                                              | Власник золотої картки                              | Прем'єра випуску в                                  | Прем'єра випуску в                                  |
| --------------------------------------------------- | --------------------------------------------------- | --------------------------------------------------- | --------------------------------------------------- | --------------------------------------------------- | --------------------------------------------------- | --------------------------------------------------- |
| 1 сезон                                             | 1 (1)                                               | Нью-Йорк                                            | Долар                                               | Марія                                               | 1 березня 2014.                                     | 15 лютого 2014                                      |
| 1 сезон                                             | 2 (2)                                               | Маямі                                               | Долар                                               | Марія                                               | 8 березня 2014                                      | 22 лютого 2014                                      |
| 1 сезон                                             | 3 (3)                                               | Мехіко                                              | Долар                                               | Марія                                               | 15 березня 2014                                     | 1 березня 2014                                      |
| 1 сезон                                             | 4 (4)                                               | Сінгапур                                            | Долар                                               | Марія                                               | 22 березня 2014                                     | 15 березня 2014                                     |
| 1 сезон                                             | 5 (5)                                               | Гонконг                                             | Долар                                               | Марія                                               | 29 березня 2014                                     | 8 березня 2014                                      |
| 1 сезон                                             | 6 (6)                                               | Куала-Лумпур                                        | Долар                                               | Марія                                               | 5 квітня 2014                                       | 22 березня 2014                                     |
| 1 сезон                                             | 7 (7)                                               | Ханой                                               | Долар                                               | Костя                                               | 12 квітня 2014                                      | 29 березня 2014                                     |
| 1 сезон                                             | 8 (8)                                               | Дубай                                               | Долар                                               | Марія                                               | 19 квітня 2014                                      | 5 квітня 2014                                       |
| 1 сезон                                             | 9 (9)                                               | Делі                                                | Долар                                               | Костя                                               | 10 травня 2014                                      | 12 квітня 2014                                      |
| 1 сезон                                             | 10 (10)                                             | Стамбул                                             | Долар                                               | Костя                                               | 17 травня 2014                                      | 19 квітня 2014                                      |
| 1 сезон                                             | 11 (11)                                             | Тель-Авів                                           | Долар                                               | Костя                                               | 24 травня 2014                                      | 26 квітня 2014                                      |
| 1 сезон                                             | 12 (12)                                             | Лос-Анджелес                                        | Долар                                               | Костя                                               | 31 травня 2014                                      | 3 травня 2014                                       |
| 2 сезон                                             | Номер                                               | Місце                                               | Валюта                                              | Власник золотої картки                              | Прем'єра випуску в                                  | Прем'єра випуску в                                  |
| 2 сезон                                             | 1 (13)                                              | Ліма                                                | Долар                                               | Антон                                               | 7 червня 2014                                       | 10 травня 2014                                      |
| 2 сезон                                             | 2 (14)                                              | Сантьяго                                            | Долар                                               | Антон                                               | 14 червня 2014                                      | 20 травня 2014                                      |
| 2 сезон                                             | 3 (15)                                              | Буенос-Айрес                                        | Долар                                               | Марія                                               | 21 червня 2014                                      | 27 травня 2014                                      |
| 2 сезон                                             | 4 (16)                                              | Ріо-де-Жанейро                                      | Долар                                               | Марія                                               | 28 червня 2014                                      | 3 червня 2014                                       |
| 2 сезон                                             | 5 (17)                                              | Лісабон                                             | Євро                                                | Антон                                               | 5 липня 2014                                        | 10 червня 2014                                      |
| 2 сезон                                             | 6 (18)                                              | Барселона                                           | Євро                                                | Марія                                               | 12 липня 2014                                       | 24 червня 2014                                      |
| 2 сезон                                             | 7 (19)                                              | Мадрид                                              | Євро                                                | Марія                                               | 19 липня 2014                                       | 17 червня 2014                                      |
| 2 сезон                                             | 8 (20)                                              | Марракеш                                            | Долар                                               | Антон                                               | 26 липня 2014                                       | 1 липня 2014                                        |
| 2 сезон                                             | 9 (21)                                              | Париж                                               | Євро                                                | Марія                                               | 2 серпня 2014                                       | 8 липня 2014                                        |
| 2 сезон                                             | 10 (22)                                             | Берлін                                              | Євро                                                | Марія                                               | 9 серпня 2014                                       | 15 липня 2014                                       |
| 2 сезон                                             | 11 (23)                                             | Рим                                                 | Євро                                                | Марія                                               | 16 серпня 2014                                      | 22 липня 2014                                       |
| 2 сезон                                             | 12 (24)                                             | Мілан                                               | Євро                                                | Антон                                               | 23 серпня 2014                                      | 29 липня 2014                                       |
| 2 сезон                                             | 13 (25)                                             | Афіни                                               | Євро                                                | Марія                                               | 30 серпня 2014                                      | 5 серпня 2014                                       |
| 2 сезон                                             | 14 (26)                                             | Марсель                                             | Євро                                                | Марія                                               | 6 вересня 2014                                      | 12 серпня 2014                                      |
| 2 сезон                                             | 15 (27)                                             | Відень                                              | Євро                                                | Марія                                               | 13 вересня 2014                                     | 19 серпня 2014                                      |
| 2 сезон                                             | 16 (28)                                             | Цюрих                                               | Євро                                                | Антон                                               | 20 вересня 2014                                     | 26 серпня 2014                                      |
| 2 сезон                                             | 17 (29)                                             | Амстердам                                           | Євро                                                | Антон                                               | 27 вересня 2014                                     | 2 вересня 2014                                      |
| 2 сезон                                             | 18 (30)                                             | Гельсінкі                                           | Євро                                                | Антон                                               | 4 жовтня 2014                                       | 9 вересня 2014                                      |
| 2 сезон                                             | 19 (31)                                             | Рига                                                | Євро                                                | Антон                                               | 11 жовтня 2014                                      | 16 вересня 2014                                     |
| 2 сезон                                             | 20 (32)                                             | Стокгольм                                           | Долар                                               | Марія                                               | 18 жовтня 2014                                      | 23 вересня 2014                                     |
| 2 сезон                                             | 21 (33)                                             | Амман                                               | Долар                                               | Антон                                               | 25 жовтня 2014                                      | 30 вересня 2014                                     |
| 2 сезон                                             | 22 (34)                                             | Каїр                                                | Долар                                               | Антон                                               | 1 листопада 2014                                    | 7 жовтня 2014                                       |
| 2 сезон                                             | 23 (35)                                             | Бейрут                                              | Долар                                               | Марія                                               | 8 листопада 2014                                    | 14 жовтня 2014                                      |
| 2 сезон                                             | 24 (36)                                             | Мальта                                              | Євро                                                | Марія                                               | 15 листопада 2014                                   | 21 жовтня 2014                                      |
| 2 сезон                                             | 25 (37)                                             | Гуанчжоу                                            | Долар                                               | Марія                                               | 29 листопада 2014                                   | 28 жовтня 2014                                      |
| 2 сезон                                             | 26 (38)                                             | Сеул                                                | Долар                                               | Антон                                               | 6 грудня 2014                                       | 4 листопада 2014                                    |
| 2 сезон                                             | 27 (39)                                             | Токіо                                               | Долар                                               | Марія                                               | 13 грудня 2014                                      | 11 листопада 2014                                   |
| 2 сезон                                             | 28 (40)                                             | Кіото                                               | Долар                                               | Антон                                               | 20 грудня 2014                                      | 18 листопада 2014                                   |
| 2 сезон                                             | 29 (41)                                             | Бангкок                                             | Долар                                               | Марія                                               | 27 грудня 2014                                      | 25 листопада 2014                                   |
| 2 сезон                                             | 30 (42)                                             | Лондон                                              | Долар                                               | Марія                                               | 2 січня 2015                                        | 30 грудня 2014                                      |
| 2 сезон                                             | 31 (43)                                             | Тайбей                                              | Долар                                               | Антон                                               | 3 січня 2015                                        | 2 грудня 2014                                       |
| 2 сезон                                             | 32 (44)                                             | Індонезія                                           | Долар                                               | Антон                                               | 10 січня 2015                                       | 9 грудня 2014                                       |
| 2 сезон                                             | 33 (45)                                             | Катманду                                            | Долар                                               | Антон                                               | 17 січня 2015                                       | 16 грудня 2014                                      |
| 2 сезон                                             | 34 (46)                                             | Будапешт                                            | Долар                                               | Марія                                               | 24 січня 2015                                       | 23 грудня 2014                                      |
| 3 сезон                                             | Номер                                               | Місце                                               | Валюта                                              | Власник золотої картки                              | Прем'єра випуску в                                  | Прем'єра випуску в                                  |
| 3 сезон                                             | 1 (47)                                              | Лас-Вегас                                           | Долар                                               | Марія                                               | 14 лютого 2015                                      | 6 березня 2015                                      |
| 3 сезон                                             | 2 (48)                                              | Прага                                               | Долар                                               | Марія                                               | 14 березня 2015                                     | 10 лютого 2015                                      |
| 3 сезон                                             | 3 (49)                                              | Брюссель                                            | Євро                                                | Марія                                               | 21 березня 2015                                     | 17 лютого 2015                                      |
| 3 сезон                                             | 4 (50)                                              | Неаполь                                             | Євро                                                | Марія                                               | 28 березня 2015                                     | 24 лютого 2015                                      |
| 3 сезон                                             | 5 (51)                                              | Сан-Франциско                                       | Долар                                               | Антон                                               | 4 квітня 2015                                       | 13 березня 2015                                     |
| 3 сезон                                             | 6 (52)                                              | Остін                                               | Долар                                               | Антон                                               | 11 квітня 2015                                      | 20 березня 2015                                     |
| 3 сезон                                             | 7 (53)                                              | Новий Орлеан                                        | Долар                                               | Антон                                               | 18 квітня 2015                                      | 27 березня 2015                                     |
| 3 сезон                                             | 8 (54)                                              | Чикаго                                              | Долар                                               | Марія                                               | 25 квітня 2015                                      | 3 квітня 2015                                       |
| 3 сезон                                             | 9 (55)                                              | Пномпень                                            | Долар                                               | Марія                                               | 16 травня 2015                                      | 1 травня 2015                                       |
| 3 сезон                                             | 10 (56)                                             | Шанхай                                              | Долар                                               | Марія                                               | 23 травня 2015                                      | 8 травня 2015                                       |
| 3 сезон                                             | 11 (57)                                             | Пекін                                               | Долар                                               | Марія                                               | 30 травня 2015                                      | 15 травня 2015                                      |
| 3 сезон                                             | 12 (58)                                             | Туніс                                               | Долар                                               | Антон                                               | 6 червня 2015                                       | 22 травня 2015                                      |
| 3 сезон                                             | 13 (59)                                             | Танзанія                                            | Долар                                               | Антон                                               | 13 червня 2015                                      | 29 травня 2015                                      |
| 3 сезон                                             | 14 (60)                                             | Мадагаскар                                          | Долар                                               | Марія                                               | 20 червня 2015                                      | 5 червня 2015                                       |
| 3 сезон                                             | 15 (61)                                             | Баку                                                | Долар                                               | Марія                                               | 27 червня 2015                                      | 26 червня 2015                                      |
| 4 сезон                                             | Номер                                               | Місце                                               | Валюта                                              | Власник золотої картки                              | Прем'єра випуску в                                  | Прем'єра випуску в                                  |
| 4 сезон                                             | 1 (62)                                              | Узбекистан                                          | Долар                                               | Марія                                               | 19 вересня 2015                                     | 4 вересня 2015                                      |
| 4 сезон                                             | 2 (63)                                              | Тбілісі                                             | Долар                                               | Антон                                               | 26 вересня 2015                                     | 19 червня 2015                                      |
| 4 сезон                                             | 3 (64)                                              | Алмати                                              | Долар                                               | Марія                                               | 3 жовтня 2015                                       | 2 жовтня 2015                                       |
| 4 сезон                                             | 4 (65)                                              | Дублін                                              | Євро                                                | Антон                                               | 10 жовтня 2015                                      | 9 жовтня 2015                                       |
| 4 сезон                                             | 5 (66)                                              | Осло                                                | Долар                                               | Антон                                               | 17 жовтня 2015                                      | 16 жовтня 2015                                      |
| 4 сезон                                             | 6 (67)                                              | Французька Рив'єра                                  | Євро                                                | Марія                                               | 24 жовтня 2015                                      | 23 жовтня 2015                                      |
| 4 сезон                                             | 7 (68)                                              | Загреб                                              | Долар                                               | Марія                                               | 31 жовтня 2015                                      | 30 жовтня 2015                                      |
| 4 сезон                                             | 8 (69)                                              | Ібіца                                               | Євро                                                | Антон                                               | 7 листопада 2015                                    | 6 листопада 2015                                    |
| 4 сезон                                             | 9 (70)                                              | Гавана                                              | Долар                                               | Антон                                               | 14 листопада 2015                                   | 13 листопада 2015                                   |
| 4 сезон                                             | 10 (71)                                             | Коста-Рика                                          | Долар                                               | Марія                                               | 21 листопада 2015                                   | 20 листопада 2015                                   |
| 4 сезон                                             | 11 (72)                                             | Панама                                              | Долар                                               | Марія                                               | 5 грудня 2015                                       | 27 листопада 2015                                   |
| 4 сезон                                             | 12 (73)                                             | Ла-Пас                                              | Долар                                               | Антон                                               | 12 грудня 2015                                      | 4 грудня 2015                                       |
| 4 сезон                                             | 13 (74)                                             | Сан-Паулу                                           | Долар                                               | Марія                                               | 19 грудня 2015                                      | 7 грудня 2015                                       |
| 4 сезон                                             | 14 (75)                                             | Сієтл                                               | Долар                                               | Антон                                               | 26 грудня 2015                                      | 10 квітня 2015                                      |
| 4 сезон                                             | 15 (76)                                             | Венеція                                             | Євро                                                | Антон                                               | 2 січня 2016                                        | 25 вересня 2015                                     |
| 4 сезон                                             | 16 (77)                                             | Шрі-Ланка                                           | Долар                                               | Антон                                               | 9 січня 2016                                        | 17 квітня 2015                                      |
| 4 сезон                                             | 17 (78)                                             | Маніла                                              | Долар                                               | Марія                                               | 16 січня 2016                                       | 24 квітня 2015                                      |
| 4 сезон                                             | 18 (79)                                             | Віндгук                                             | Долар                                               | Антон                                               | 23 січня 2016                                       | 12 червня 2015                                      |
| 4 сезон                                             | 19 (80)                                             | Краків                                              | Долар                                               | Марія                                               | 30 січня 2016                                       | 11 вересня 2015                                     |
| 4 сезон                                             | 20 (81)                                             | Мюнхен                                              | Євро                                                | Марія                                               | 6 лютого 2016                                       | 18 вересня 2015                                     |
| 5 сезон                                             | Номер                                               | Місце                                               | Валюта                                              | Власник золотої картки                              | Прем'єра випуску в                                  | Прем'єра випуску в                                  |
| 5 сезон                                             | 1 (82)                                              | Єреван                                              | Долар                                               | Марія                                               | 21 лютого 2016                                      | 8 березня 2016                                      |
| 5 сезон                                             | 2 (83)                                              | Таллінн                                             | Євро                                                | Марія                                               | 28 лютого 2016                                      | 15 березня 2016                                     |
| 5 сезон                                             | 3 (84)                                              | Ефіопія                                             | Долар                                               | Єгор                                                | 6 березня 2016                                      | 22 березня 2016                                     |
| 5 сезон                                             | 4 (85)                                              | Кенія                                               | Долар                                               | Єгор                                                | 13 березня 2016                                     | 29 березня 2016                                     |
| 5 сезон                                             | 5 (86)                                              | Кейптаун                                            | Долар                                               | Марія                                               | 20 березня 2016                                     | 5 квітня 2016                                       |
| 5 сезон                                             | 6 (87)                                              | Маврикій                                            | Долар                                               | Єгор                                                | 27 березня 2016                                     | 12 квітня 2016                                      |
| 5 сезон                                             | 7 (88)                                              | Мумбаї                                              | Долар                                               | Марія                                               | 3 квітня 2016                                       | 23 квітня 2016                                      |
| 5 сезон                                             | 8 (89)                                              | Гвадалахара                                         | Долар                                               | Марія                                               | 10 квітня 2016                                      | 30 квітня 2016                                      |
| 5 сезон                                             | 9 (90)                                              | Еквадор                                             | Долар                                               | Єгор                                                | 17 квітня 2016                                      | 9 червня 2016                                       |
| 5 сезон                                             | 10 (91)                                             | Богота                                              | Долар                                               | Марія                                               | 24 квітня 2016                                      | 16 червня 2016                                      |
| 5 сезон                                             | 11 (92)                                             | Домінікана                                          | Долар                                               | Єгор                                                | 1 травня 2016                                       | 30 червня 2016                                      |
| 5 сезон                                             | 12 (93)                                             | Румунія                                             | Долар                                               | Марія                                               | 8 травня 2016                                       | 7 липня 2016                                        |
| 5 сезон                                             | 13 (94)                                             | Роттердам                                           | Євро                                                | Єгор                                                | 15 травня 2016                                      | 14 липня 2016                                       |
| 5 сезон                                             | 14 (95)                                             | Копенгаген                                          | Долар                                               | Єгор                                                | 22 травня 2016                                      | 21 липня 2016                                       |
| 5 сезон                                             | 15 (96)                                             | Білорусь                                            | Долар                                               | Марія                                               | 29 травня 2016                                      | 28 липня 2016                                       |
| 5 сезон                                             | 16 (97)                                             | Вашингтон                                           | Долар                                               | Марія                                               | 5 червня 2016                                       | 4 серпня 2016                                       |
| 5 сезон                                             | 17 (98)                                             | Бостон                                              | Долар                                               | Марія                                               | 12 червня 2016                                      | 11 серпня 2016                                      |
| 5 сезон                                             | 18 (99)                                             | Торонто                                             | Долар                                               | Марія                                               | 19 червня 2016                                      | 18 серпня 2016                                      |
| 5 сезон                                             | 19 (100)                                            | Батумі                                              | Долар                                               | Марія                                               | 26 червня 2016                                      | 23 червня 2016                                      |
| 5 сезон                                             | 20 (101)                                            | Анкоридж                                            | Долар                                               | Марія                                               | 3 липня 2016                                        | 8 жовтня 2016                                       |
| 6 сезон                                             | Номер                                               | Місце                                               | Валюта                                              | Власник золотої картки                              | Прем'єра випуску в                                  | Прем'єра випуску в                                  |
| 6 сезон                                             | 1 (102)                                             | Ванкувер                                            | Долар                                               | Єгор                                                | 14 серпня 2016                                      | 1 жовтня 2016                                       |
| 6 сезон                                             | 2 (103)                                             | Іран                                                | Долар                                               | Марія                                               | 21 серпня 2016                                      | 15 жовтня 2016                                      |
| 6 сезон                                             | 3 (104)                                             | Шеньчжень                                           | Долар                                               | Єгор                                                | 28 серпня 2016                                      | 14 січня 2017                                       |
| 6 сезон                                             | 4 (105)                                             | Янгон                                               | Долар                                               | Марія                                               | 4 вересня 2016                                      | 22 жовтня 2016                                      |
| 6 сезон                                             | 5 (106)                                             | Палермо                                             | Євро                                                | Марія                                               | 11 вересня 2016                                     | 21 січня 2017                                       |
| 6 сезон                                             | 6 (107)                                             | Ісландія                                            | Долар                                               | Єгор                                                | 18 вересня 2016                                     | 29 жовтня 2016                                      |
| 6 сезон                                             | 7 (108)                                             | Андалусія                                           | Євро                                                | Єгор                                                | 25 вересня 2016                                     | 5 листопада 2016                                    |
| 6 сезон                                             | 8 (109)                                             | Гамбург                                             | Євро                                                | Марія                                               | 2 жовтня 2016                                       | 24 вересня 2016                                     |
| 6 сезон                                             | 9 (110)                                             | Мальдіви                                            | Долар                                               | Єгор                                                | 9 жовтня 2016                                       | 12 листопада 2016                                   |
| 6 сезон                                             | 10 (111)                                            | Луангпхабанг                                        | Долар                                               | Марія                                               | 16 жовтня 2016                                      | 19 листопада 2016                                   |
| 6 сезон                                             | 11 (112)                                            | Макао                                               | Долар                                               | Єгор                                                | 23 жовтня 2016                                      | 26 листопада 2016                                   |
| 6 сезон                                             | 12 (113)                                            | Тибет                                               | Долар                                               | Марія                                               | 30 жовтня 2016                                      | 3 грудня 2016                                       |
| 6 сезон                                             | 13 (114)                                            | Вільнюс                                             | Євро                                                | Марія                                               | 6 листопада 2016                                    | 10 грудня 2016                                      |
| 6 сезон                                             | 14 (115)                                            | Софія                                               | Долар                                               | Єгор                                                | 13 листопада 2016                                   | 24 грудня 2016                                      |
| 6 сезон                                             | 15 (116)                                            | Фландрія                                            | Євро                                                | Єгор                                                | 20 листопада 2016                                   | 17 грудня 2016                                      |
| 6 сезон                                             | 16 (117)                                            | Львів                                               | Гривня                                              | Марія                                               | 27 листопада 2016                                   | 27 листопада 2016                                   |
| 6 сезон                                             | 17 (118)                                            | Київ                                                | Гривня                                              | Єгор                                                | 4 грудня 2016                                       | 4 грудня 2016                                       |
| 6 сезон                                             | 18 (119)                                            | Нью-Йорк 2                                          | Долар                                               | Марія                                               | 31 грудня 2016                                      | 31 грудня 2016                                      |

### Невидане. Шопінг
| Невидане. Шопінг |       |                                                          |                    |                    |
| Невидане. Шопінг | Номер | Випуски                                                  | Прем'єра випуску в | Прем'єра випуску в |
| ---------------- | ----- | -------------------------------------------------------- | ------------------ | ------------------ |
| Невидане. Шопінг | 1 (1) | Лас-Вегас, Пномпень, Гельсінкі, Неаполь, Пекін, Віндгук. | 21 серпня 2015     | 19 вересня 2015    |
| Невидане. Шопінг | 2 (2) | Кіото, Тбілісі, Катманду, Остін (Техас), Баку, Лондон.   | 28 серпня 2015     | 26 вересня 2015    |
| Невидане. Шопінг | 3 (3) | Панама, Гамбург, Янгон, Львів.                           | 11 грудня 2016     | 11 грудня 2016     |
| Невидане. Шопінг | 4 (4) | Тибет, Київ, Макао, Білорусь.                            | 18 грудня 2016     | 18 грудня 2016     |

## Орел і решка. Сім'я
«Орел і решка. Сім'я» — проєкт про подорожі всією родиною. Ведучими проєкту стали Катерина Гордєєва і Микола Солодніков, а також їх діти Олександра й Георгій.
| Список випусків телепередачі «Орел і решка. Сім'я» | Список випусків телепередачі «Орел і решка. Сім'я» | Список випусків телепередачі «Орел і решка. Сім'я» | Список випусків телепередачі «Орел і решка. Сім'я» | Список випусків телепередачі «Орел і решка. Сім'я» | Список випусків телепередачі «Орел і решка. Сім'я» |
| Перший сезон                                       | Номер                                              | Місце                                              | Валюта                                             | Власники золотої картки                            | Прем'єра випуску в                                 |
| -------------------------------------------------- | -------------------------------------------------- | -------------------------------------------------- | -------------------------------------------------- | -------------------------------------------------- | -------------------------------------------------- |
| Перший сезон                                       | 1 (1)                                              | Токіо                                              | Долар                                              | Катя і Саша                                        | 9 липня 2018                                       |

## Орел і решка. Вдома краще
Програма вийшла в 2019 році, ведучий їздив по різних містах України та показував їх туристичний потенціал.

## Орел і решка. Новий рік
«Орел і решка. Новий рік» — новорічний серіал, в якому фігурують всі учасники 12-го сезону («Навколосвітня подорож») — Регіна Тодоренко, Петро Романов, Євген Синельников, Олена Синельникова, Олег Авілов, Олег Шевчишин і Ярослав Андрущенко.
Дія першої частини відбувається в селі «Решкино», в дерев'яному будинку. Знімальна група нібито тільки що повернулася з подорожі і захотіла просто провести Новий рік як звичайні люди. Але підготовка до свята не була спокійною, в будинок прибувають гості — Леся Нікітюк, Марія Івакова і Жанна Бадоєва. Між справою герої згадують, що було в «Навколосвітню подорож»: що вони їли, як сперечалися, як обходилися без любові, які втрати у них були в подорожі і багато іншого. У другій частині, на ранок 1 січня, всі помічають незвичайні явища: Регіна читає думки, Ярославу говорять все, що про нього думають, в Олега Авілова з'явилися волосся, а Женя всьому дивується! Не без допомоги «голосу» програми (Євгенія Синчукова) персонажі дізнаються, що всі бажання, які вони загадали під бій курантів, збулися. Петро Романів же опинився на березі з «золотою карткою», що і було його бажанням. Всі вирушили шукати його. В кінці серії мандрівники зателефонували своєму другові на Таїті, де ще не настав Новий рік, і попросили його, щоб він загадав скасування бажань героїв. Все повернулося на свої місця, і мандрівники полетіли далі знімати програму.
Знімання проходили в Київській області у листопаді та грудні 2016 року. Показ відбувся 31 грудня та 1 січня на каналі «Пятница!». «Інтер» з невідомих причин серіал не замовив до показу в Україні. Всього вийшло 2 серії — трохи більше за годину кожна.

## Традиція
Починаючи з 2-го сезону в кожному місті ведучі ховають пляшку, в яку кладуть $100 з запискою, щоб глядачі їх знаходили. Щасливчик, який знайде скарб, повинен прислати фото- або відеодокази на адресу, вказану в записці.